# Museus Capitolins

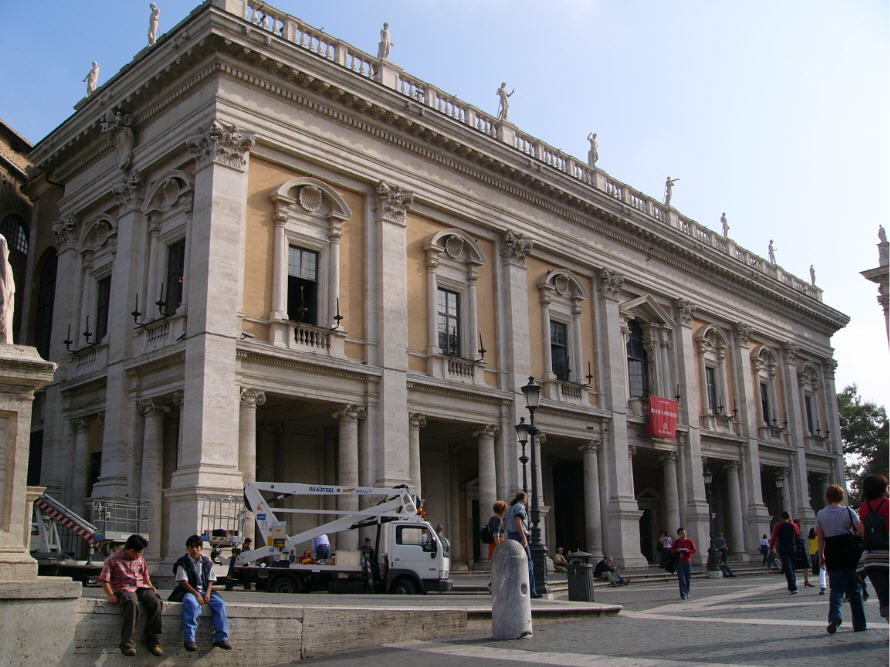
El Palazzo Nuovo, un dels edificis dels Museus Capitolins, a la plaça del Capitoli de Roma.

Els Museus Capitolins (en italià Musei Capitolini) és el museu municipal més important de la ciutat de Roma. Es parla de «museus», en plural, ja que al recull originari d'escultures antigues el papa Benet XIV, al segle xviii, hi va afegir la Pinacoteca, de temes essencialment romans.
Obert al públic el 1734 en virtut de Climent XII, els Museus Capitolins són considerats com el primer museu del món, entès com un lloc on l'art pot ser gaudit per tots i no només pels propietaris.

## Visitants
El 2014 va ser visitat per 470.823 persones. A continuació es mostra una taula que resumeix la tendència general de visites de les dues últimes dècades dels "Musei capitolini", com es va informar en el Dossier Musei del Touring Club Italiano:
| any  | visitants totals | visitants pagant | % pagant vs total |
| ---- | ---------------- | ---------------- | ----------------- |
| 2014 | 470.823          | N.d.             | N.d.              |
| 2008 | 452.232          | N.d.             | N.d.              |
| 2007 | 516.420          | N.d.             | N.d.              |
| 2002 | 360.649          | 226.771          | 63%               |
| 2001 | 389.822          | 248.054          | 64%               |
| 2000 | 316.877          | 213.895          | 68%               |
| 1999 | 76.806           | 44.529           | 58%               |
| 1998 | 343.406          | 169.820          | 49%               |
| 1997 | 380.122          | 181.481          | 48%               |

## Història

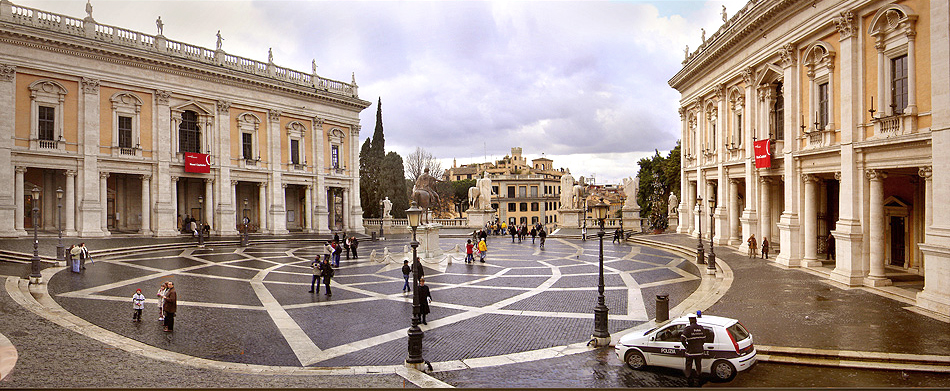
La gran plaça del Campidoglio, a l'esquerra el Palazzo dei Conservatori, a la dreta el Palazzo Nuovo, al centre l'estàtua eqüestre de Marc Aureli.

La seu històrica dels Museus Capitolins està constituïda pel Palazzo dei Conservatori i el Palazzo Nuovo, dos edificis situats a la plaça del Capitoli, l'un davant de l'altre, a banda i banda de l'Ajuntament, projectats tots dos per Miquel Àngel, igual com tota la plaça.
La creació del museu, podríem dir que es remunta al 1471, quan el papa Sixt IV va donar a la ciutat una col·lecció d'importants escultures de bronze provinents del Laterà (entre els quals, la Lloba capitolina), que va fer col·locar al pati del Palazzo dei Conservatori i a la plaça del Capitoli, amb la qual cosa es tracta del museu públic més antic del món.
La col·lecció d'antiguitats es va anar enriquint amb el temps per mitjà de les donacions de diversos papes (Pau III o Pius V, que volia expulsar del Vaticà les escultures paganes), i es va poder exposar millor arran de la construcció del Palazzo Nuovo el 1654. Des de llavors, el museu ha crescut notablement, i inclou no tan sols testimonis de l'època romana notables tant quantitativament com qualitativa (estàtues, inscripcions, mosaics), sinó també obres d'art medieval, del Renaixement i barroc.
El museu fou obert al públic per voluntat del papa Climent XII quasi un segle més tard, el 1734. El seu successor, Benet XIV, va inaugurar la Pinacoteca capitolina, amb l'adquisició de les col·leccions privades de les famílies Sacchetti i Pio.
Arran de les excavacions dutes a terme després de la unificació italiana per condicionar Roma com a nova capital, va sorgir una gran quantitat de nous materials que, recollits en el Magatzem Arqueològic Municipal (Magazzino Archeologico Comunale), tot seguit anomenat Antiquarium, es van anar exposant parcialment als Museus Capitolins.
El 1997, se'n va obrir una nova secció, separada dels Museus originaris, a l'antiga Central Termoelèctrica Giovanni Montemartini, al barri ostiense, que ha donat com a resultat una curiosa fusió entre arqueologia industrial i clàssica.
Avui en dia els Museus Capitolins són part del sistema Musei in comune.

## Edificis

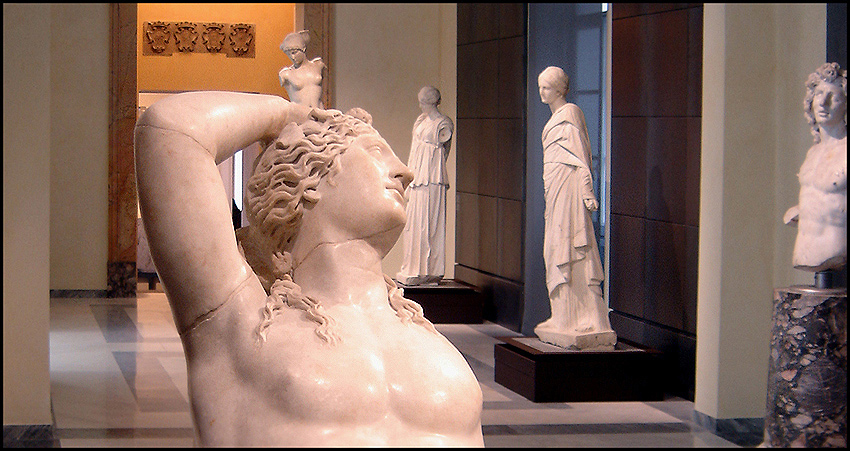
Galeria de Museus Capitolins

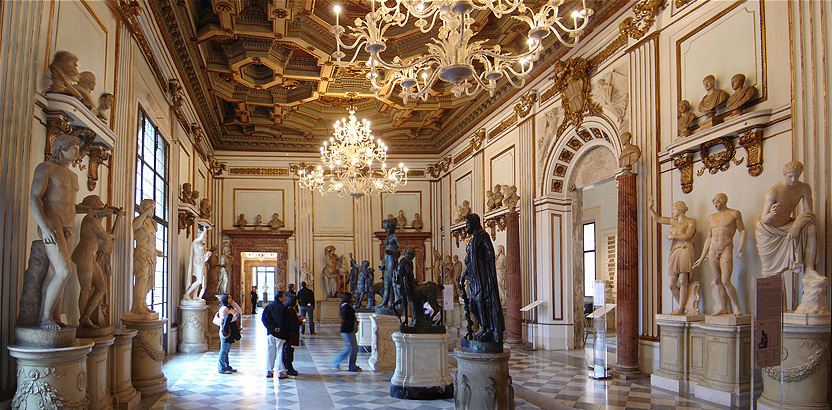
Palazzo Nuovo

Aquesta secció conté col·leccions segons l'edifici, i una breu informació sobre cadascun. Per a la història del seu disseny i construcció, vegeu Capitoli#Michelangelo.
Els Museus Capitolins es componen de tres edificis principals que envolten la Piazza del Campidoglio i interconnecten per una galeria subterrània sota de la piazza.
Els tres edificis principals dels Museus Capitolins són:
- Palazzo Senatorio, construït al segle xii i modificat d'acord amb els dissenys de Michelangelo;
- Palazzo dei Conservatori, construït en la meitat del segle xvi i redissenyat per Michelangelo amb el primer ús del disseny de columna d'ordre gegant; i
- Palazzo Nuovo, construït al segle xvii amb un disseny exterior idèntic al Palazzo dei Conservatori, que mira a través del palazzo.

A més, el Palazzo Caffarelli-Clementino del segle xvi, situat davant de la piazza adjacent al Palazzo dei Conservatori, es va afegir al complex de museus al segle xx.

### Palazzo dei Conservatori
Les col·leccions aquí són l'escultura antiga, sobretot romana, però també grega i egípcia.

#### Escala principal
- l'impressionant relleu des del monument honorífic a Marc Aureli

#### 2a planta
El segon pis de l'edifici està ocupat per l'Appartamento dei Conservatori, un espai obert al públic d'obres famoses com ara l'habitatge i la lloba de bronze cuidant Ròmul i Rem, que s'ha convertit en l'emblema de Roma. L'Appartamento dei Conservatori es distingeix per elaborades decoracions interiors, inclosos frescs, estucs, tapissos, i sostres i portes tallades.

#### 3a planta
El tercer pis del Palazzo dei Conservatori conté la galeria d'art Capitolí, que acull les pintures dels museus i les galeries d'art aplicades. El Gabinet Numismàtic Capitolí, que conté col·leccions de monedes, medalles, gemmes, i joieria, es troba al Palazzo Caffarelli-Clementino adjunt.

### Palazzo Nuovo
Estàtues, inscripcions, sarcòfags, busts, mosaics, i altres artefactes antics romans ocupen dos pisos del Palazzo Nuovo.
Al Saló de la Galàcia també es pot apreciar l'estàtua de marbre de la "Gàlata moribund" també anomenada “Gàlata Capitolina” i l'estàtua de Cupido i Psique. També allotjats en aquest edifici hi ha:
- La colossal estàtua restaurada com Oceanus, situat al pati del museu d'aquest edifici
- Un fragment de la Tabula Iliaca ubicada a la Sala de les Colomes
- L'estàtua de Venus Capitolina, a partir d'un original de Praxíteles (segle IV aC)

### Galleria Congiunzione
La Galleria Congiunzione es troba per sota del Palazzo dei Conservatori i la mateixa piazza, i uneix els tres palazzos que ocupen la piazza. La galeria va ser construïda en la dècada de 1930. Conté ruïnes del segle II in situ d'antics habitatges romans, i també alberga la Galleria Lapidaria, que mostra la col·lecció d'epigrafia.

### Nova ala
La nova gran sala coberta de vidre — la Sala Marco Aurelio — creat cobrint el Giardino Romano és similar a la utilitzada per la Sala Ottagonale i el Gran Pati del Museu Britànic. El disseny és de l'arquitecte Carlo Aymonino. El seu volum recorda l'espai oval dissenyat per Michelangelo per la piazza.
La seva peça central és l'estàtua eqüestre de bronze de Marc Aureli, que era un cop al centre de la Piazza del Campidoglio i s'ha mantingut a l'interior des de la seva restauració moderna. En moure aquests estàtues del Palazzo va permetre que aquestes escultures fossin trasllades temporalment a la Centrale Montemartini per ser traslladades de nou al seu lloc original. També alberga els fragments restants de bronze del Colós de Constantí i les restes arqueològiques dels fonaments de tuf del temple de Júpiter Capitolí, amb un model, dibuixat i reconstruccions informàtiques i troballes que daten de l'ocupació més primerenca de l'indret (a la meitat de l'Edat del Bronze: segles xvii al XIV aC) a la fundació del temple (segle VI aC).
En les tres parets adjacents a l'Appartamento dei Conservatories troben les vitrines de la famosa Col·lecció Castellani amb una part de la magnífica sèrie de gerros grecs i etruscs que va ser donada a la Municipalitat de Roma per Augusto Castellani a la meitat del segle xix.

## Col·leccions i obres exposades

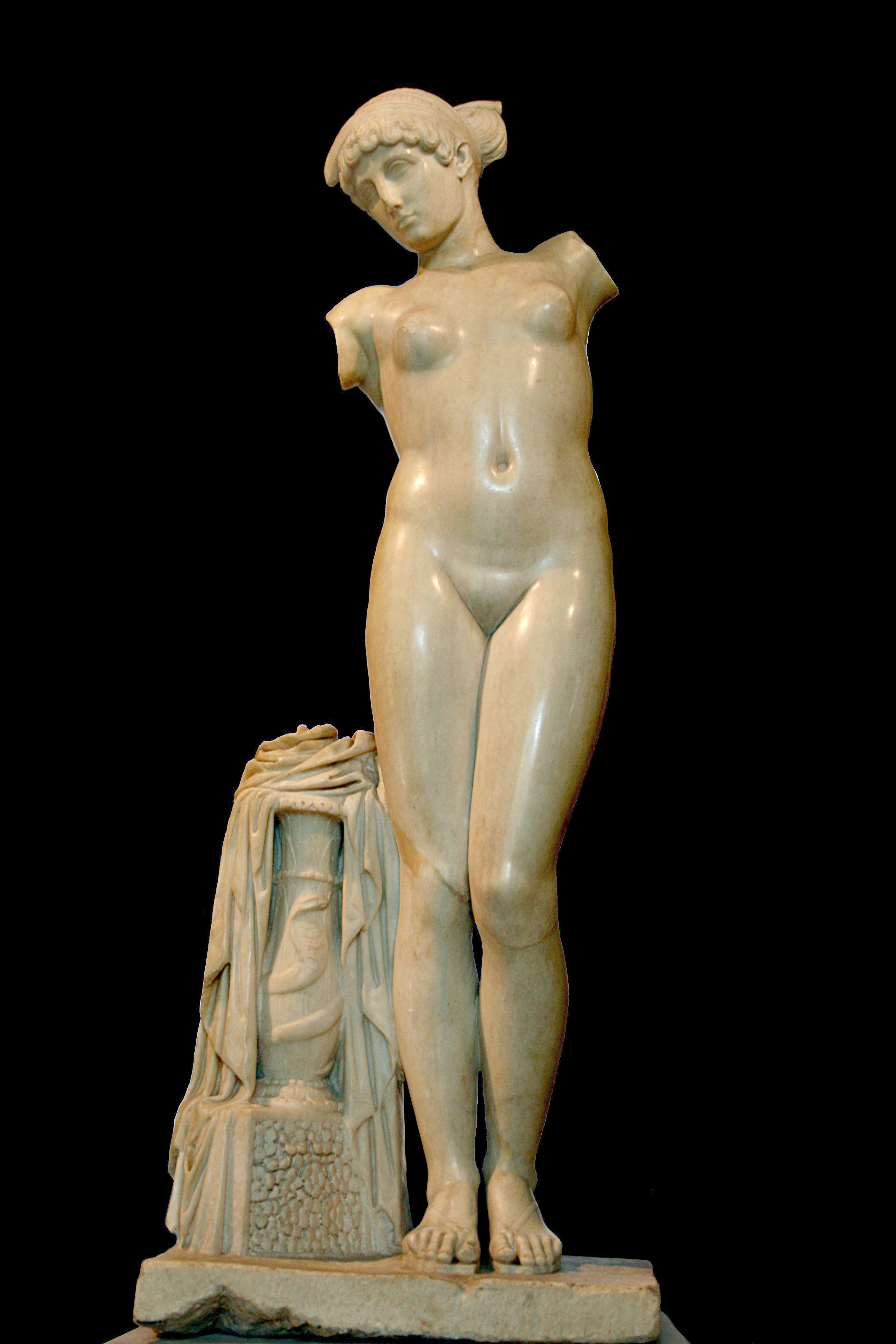
Estàtua de la Venus Esquilina.

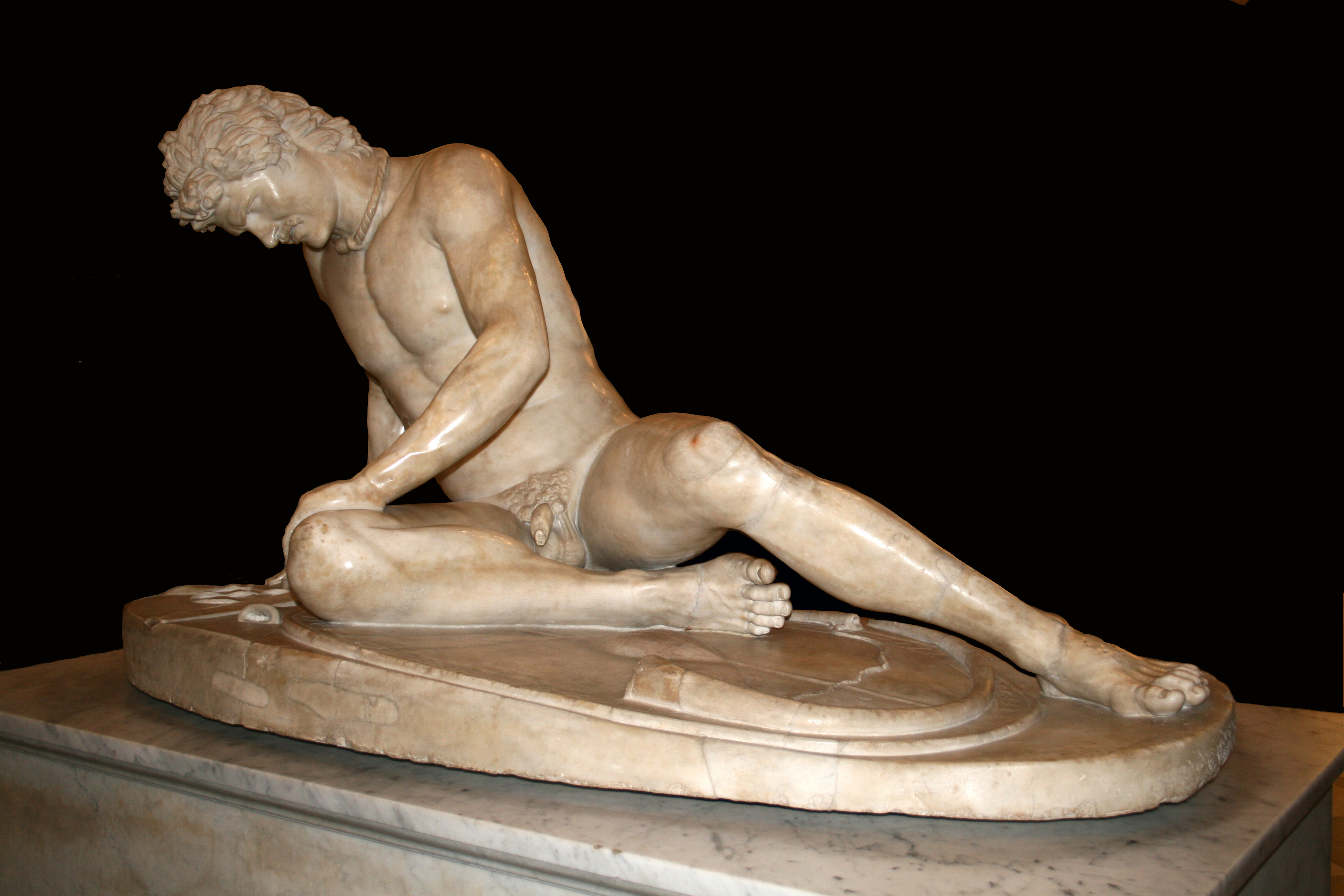
El Gal moribund.

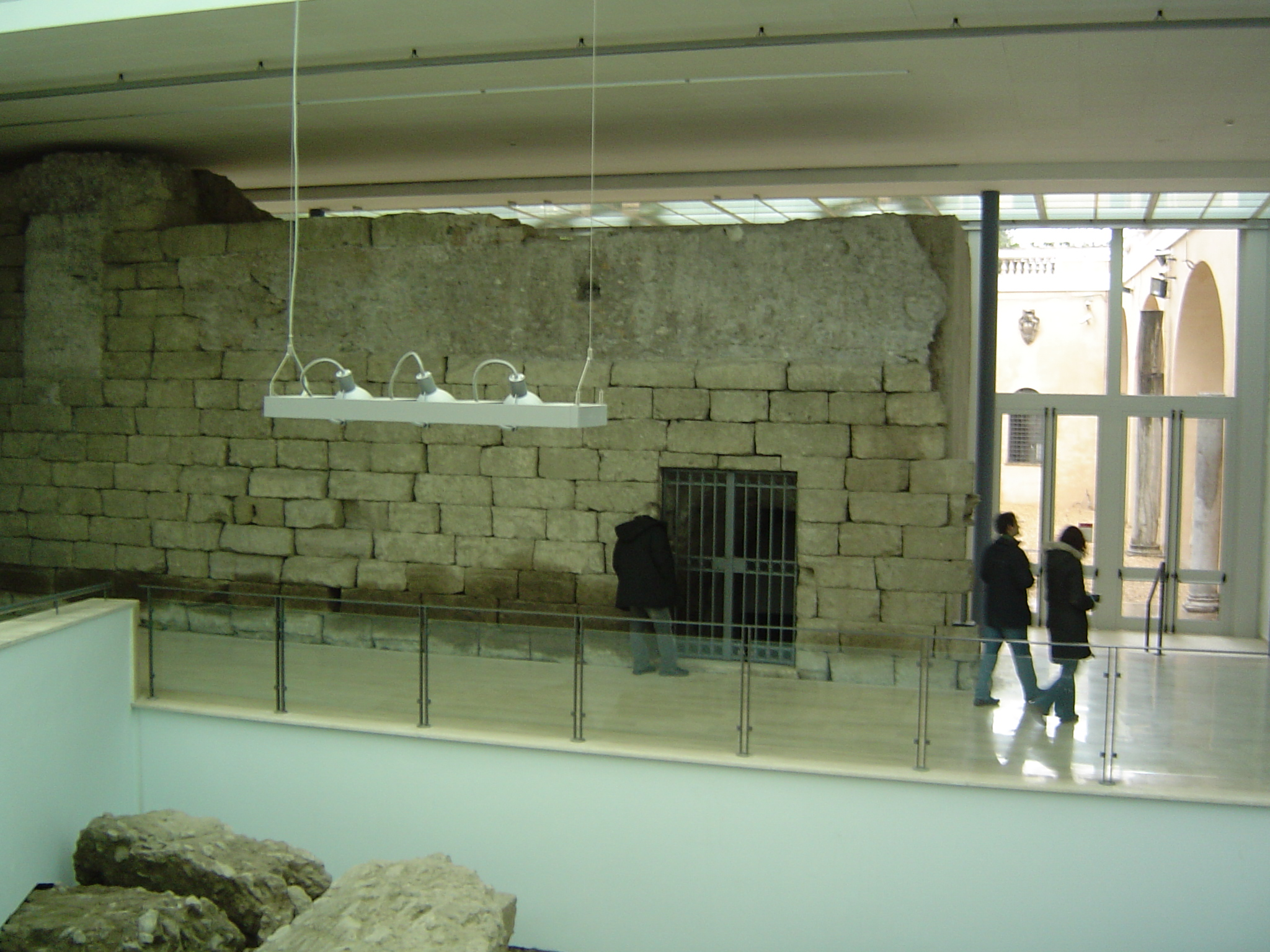
La nova remodelació entorn dels fonaments del Temple de Júpiter.

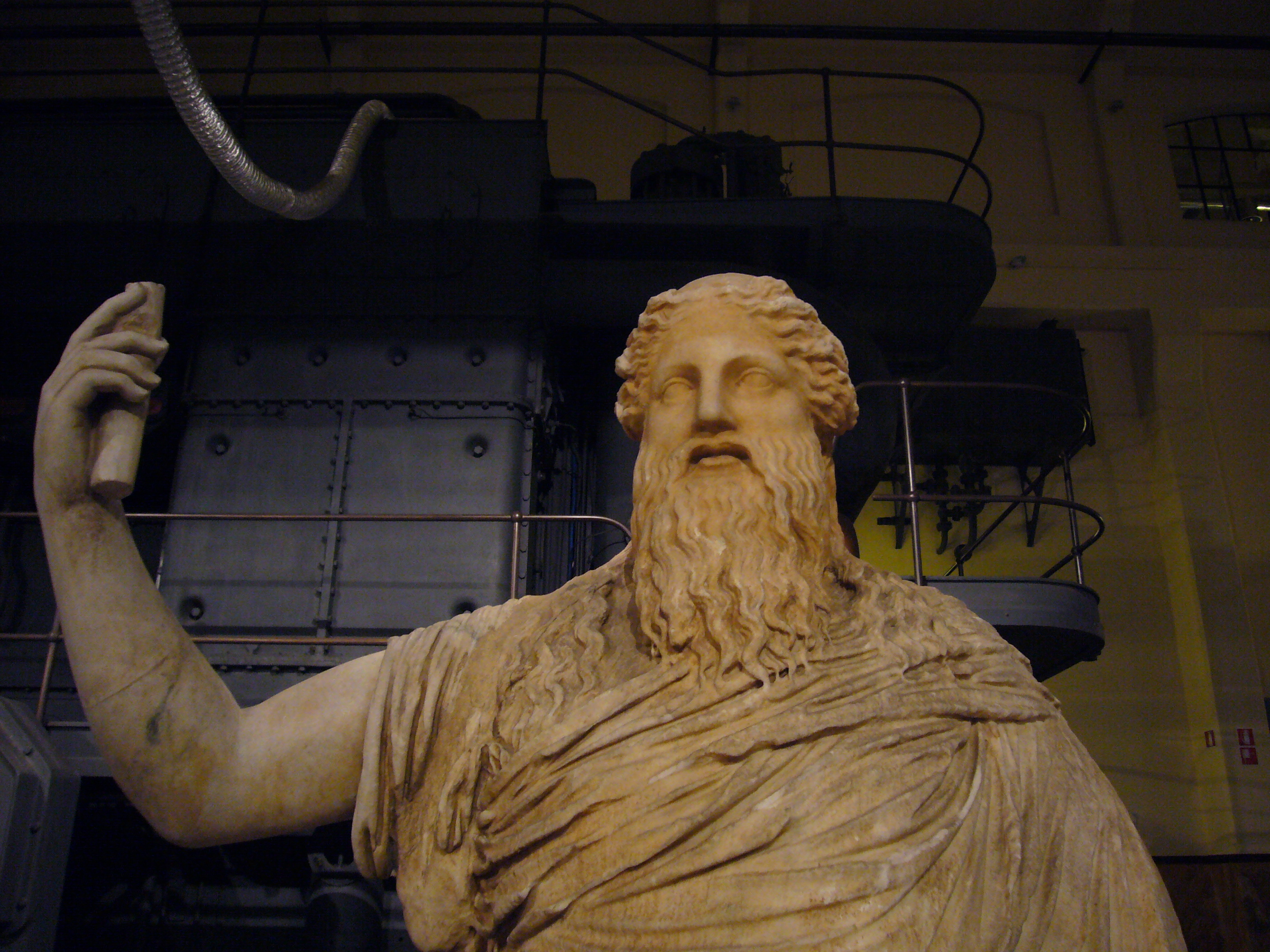
Estàtua de Dionís, a la Central Montemartini.

Les col·leccions històriques dels Museus Capitolins són:
- la Pinacoteca, provinent inicialment de la col·lecció de la família dels marquesos Sacchetti i dels prínceps Pio di Savoia;
- la Protomoteca, col·lecció de bustos d'homes il·lustres que el papa Pius VII va fer dur des del Panteó fins al Capitoli, el 1820;
- la Collezione Castellani, donada per l'orfebre i col·leccionista romà Augusto Castellani en la segona meitat del segle xix, constituïda per materials ceràmics arcaics (dels segles VIII al IV aC), predominantment etruscos, però també de procedència grega i itàlica;
- el Medagliere Capitolino, la col·lecció municipal de monedes, medalles i joies, constituïda el 1872 i oberta al públic el 2003.
- El Brutus Capitolí

Segurament, l'obra més famosa del museu és l'estàtua eqüestre de Marc Aureli; la que hi ha al centre de la plaça del Capitoli n'és una còpia, mentre que l'original, recentment restaurada, ara s'ha col·locat a la nova sala de vidre anomenada l'Exedra de Marc Aureli (Esedra di Marco Aurelio), dins l'anomenat Giardino Romano, darrere el Palazzo dei Conservatori.
Al Palazzo Nuovo, a més a més de l'estàtua de l'emperador Hadrià del segle ii, s'hi poden admirar, entre d'altres, el Discòbol, original grec del qual només es conservava el tronc, transformat per l'escultor francès Pierre-Étienne Monnot en un guerrer ferit; l'estàtua del Gal moribund, obra romana del segle iii, còpia d'un original grec; el Faune vermell, trobat a Tívoli a la vil·la d'Hadrià, i un bellíssim mosaic trobat a la mateixa vil·la i conegut com el Mosaic dels coloms.
La visita a l'altre edifici dels Museus Capitolins, al Palazzo dei Conservatori, està compresa en el mateix bitllet de l'entrada; s'hi pot accedir també per la plaça o bé a través d'una galeria subterrània (l'anomenada Galleria di congiunzione, és a dir, «galeria de connexió») excavada en la dècada del 1930 i que actualment alberga la Galleria Lapidaria (on s'exposen tota mena d'inscripcions romanes), que alhora dona accés al Tabularium del Capitoli i uneix tots dos edificis. Aquí es troba la pinacoteca del museu, al catàleg de la qual hi ha el famós quadre de Sant Joan Baptista, obra de Caravaggio.
A l'antic edifici dels conservatori, els magistrats de la ciutat, s'hi troba també el símbol de la ciutat, l'escultura de bronze de la Lloba Capitolina, durant molt de temps considerada una obra etrusca del segle v aC i que recentment s'ha descobert que es remunta tan sols al segle xii; probablement, l'estàtua originària no incloïa els bessons llegendaris Ròmul i Rem, que sembla que hi foren afegits al Renaixement. L'estàtua colossal de Constantí, les restes de la qual es troben al pati, és del segle IV dC.
Una obra mestra de l'escultura medieval és el Retrat de Carles I d'Anjou d'Arnolfo di Cambio (1277), el primer retrat versemblant d'un personatge vivent esculpit a Europa que ens ha arribat més enllà de l'època postclàssica.

## Grande Campidoglio
El desembre del 2005, s'hi va inaugurar una nova ala amb una sala de vidre, la ja esmentada Esedra di Marco Aurelio, que incrementa l'espai expositiu dels Museus Capitolins. Amb la cobertura de l'antic Giardino Romano, s'ha obtingut aquest nou espai que allotja l'estàtua de Marc Aureli, els fragments de l'estàtua colossal de bronze de Constantí i l'estàtua d'Hèrcules. El projecte és obra de Carlo Aymonino i també preveu la nova remodelació dels fonaments del Temple de Júpiter Capitolí.
A les sales adjacents, s'han col·locat les vitrines de la Collezione Castellani, donada a l'Ajuntament per Augusto Castellani.
L'obertura d'aquesta nova ala forma part d'un projecte més ampli de remodelació i ampliació del museu (l'anomenat Grande Campidoglio, o «Gran Capitoli»), arran del qual s'ha arranjat la Galleria Lapidaria (tancada feia uns quants anys per treballs de reestructuració), s'ha adquirit el Palazzo Clementino per instal·lar-hi el Medagliere Capitolino (la col·lecció de numismàtica) i s'ha remodelat el Palazzo Caffarelli.

## La Central Montemartini
El 1997, a causa de greus problemes de filtracions d'aigua i d'humitats, es van haver de tancar al públic la Galleria Lapidaria i diverses parts del Palazzo dei Conservatori; per permetre les tasques de restauració, centenars d'escultures foren traslladades a algunes sales de l'antiga central elèctrica Montemartini, situada a la via Ostiense, on se'n va muntar una exposició. La col·lecció inclou 400 estàtues romanes, juntament amb inscripcions i mosaics. La major part de les peces exposades són les d'adquisició més recent, provinents de les excavacions dutes a terme després de la unificació italiana, sobretot dels antics horti romans.

## Galeria fotogràfica

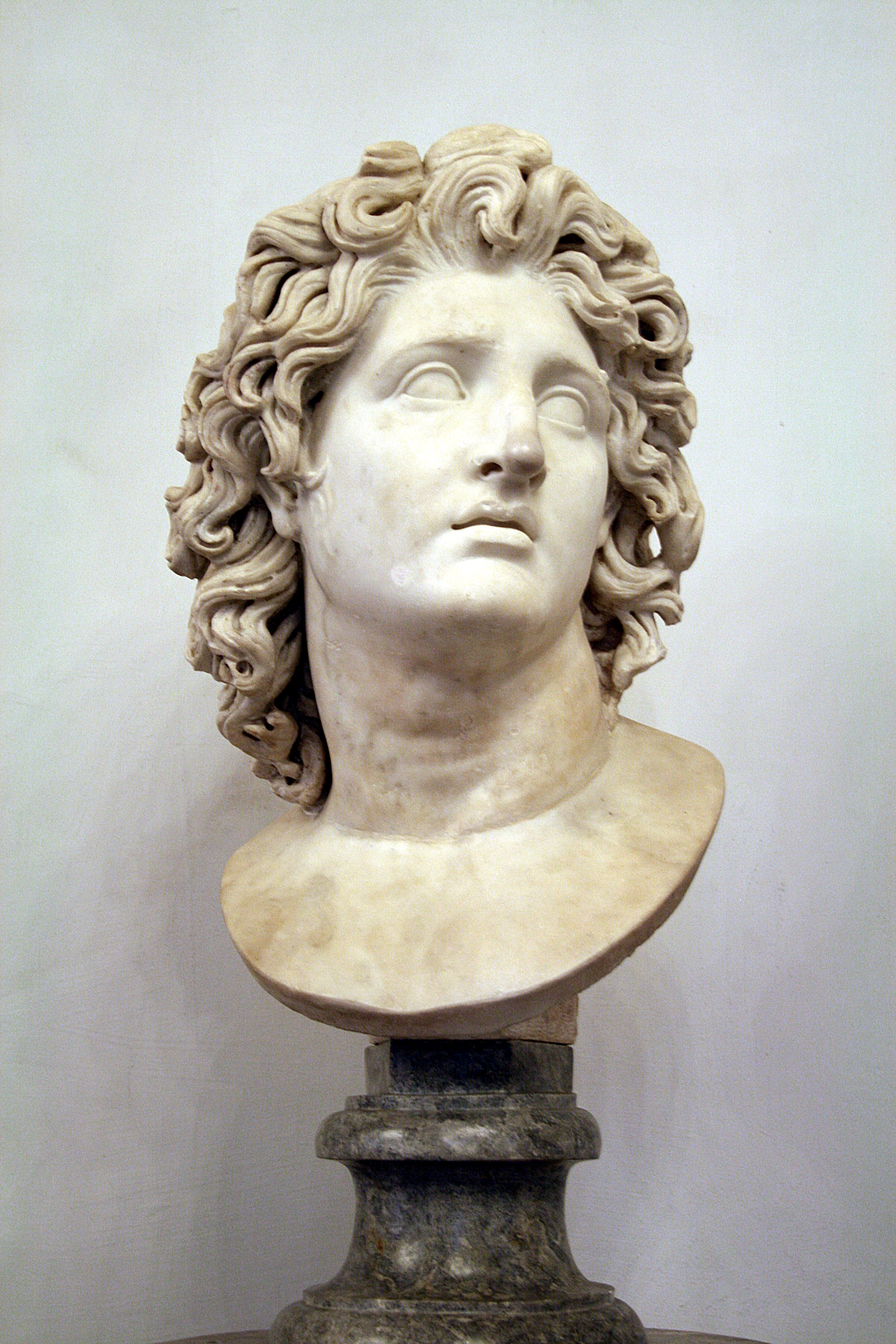
Alexandre el Gran com a Hèlios
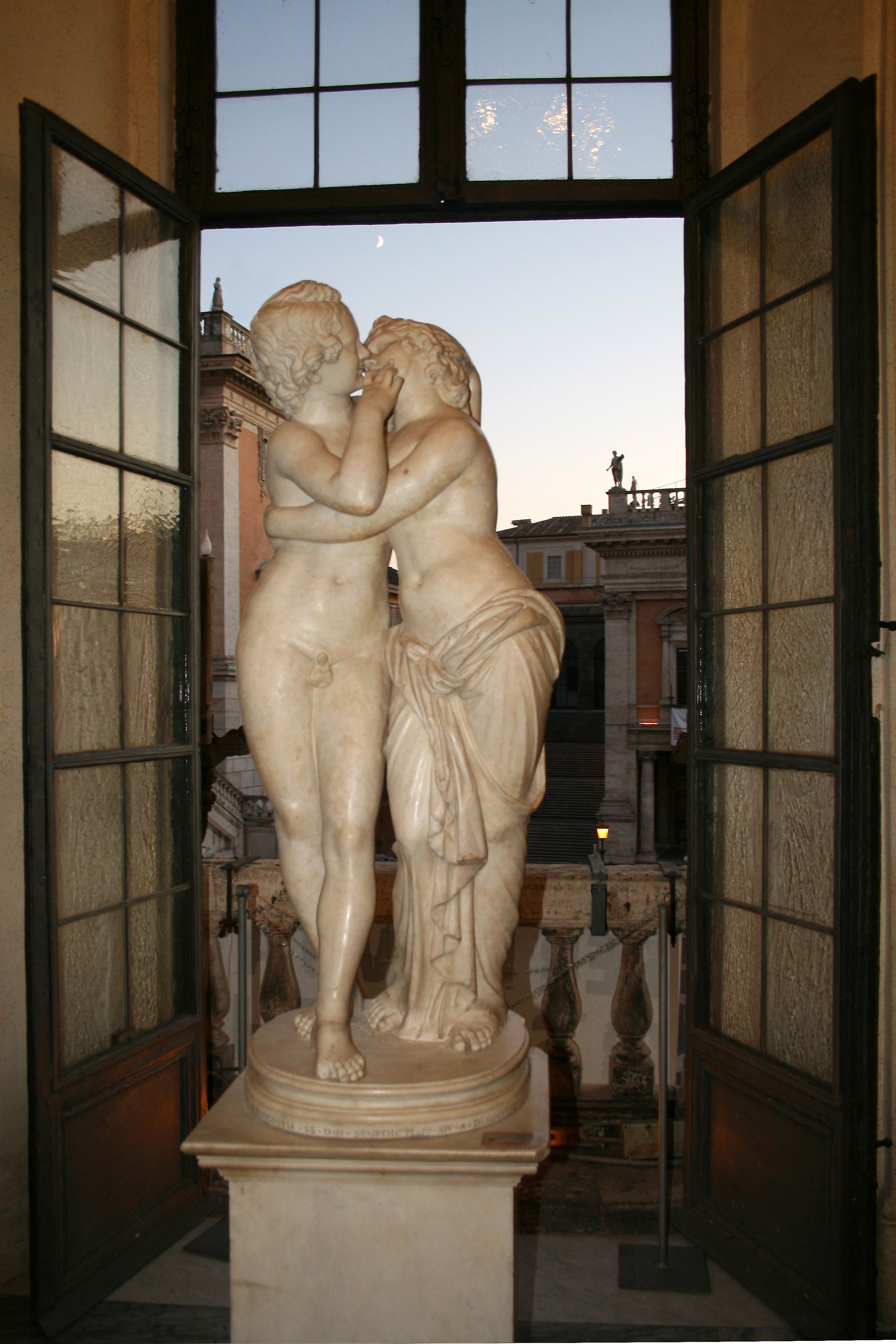
Amor i Psique
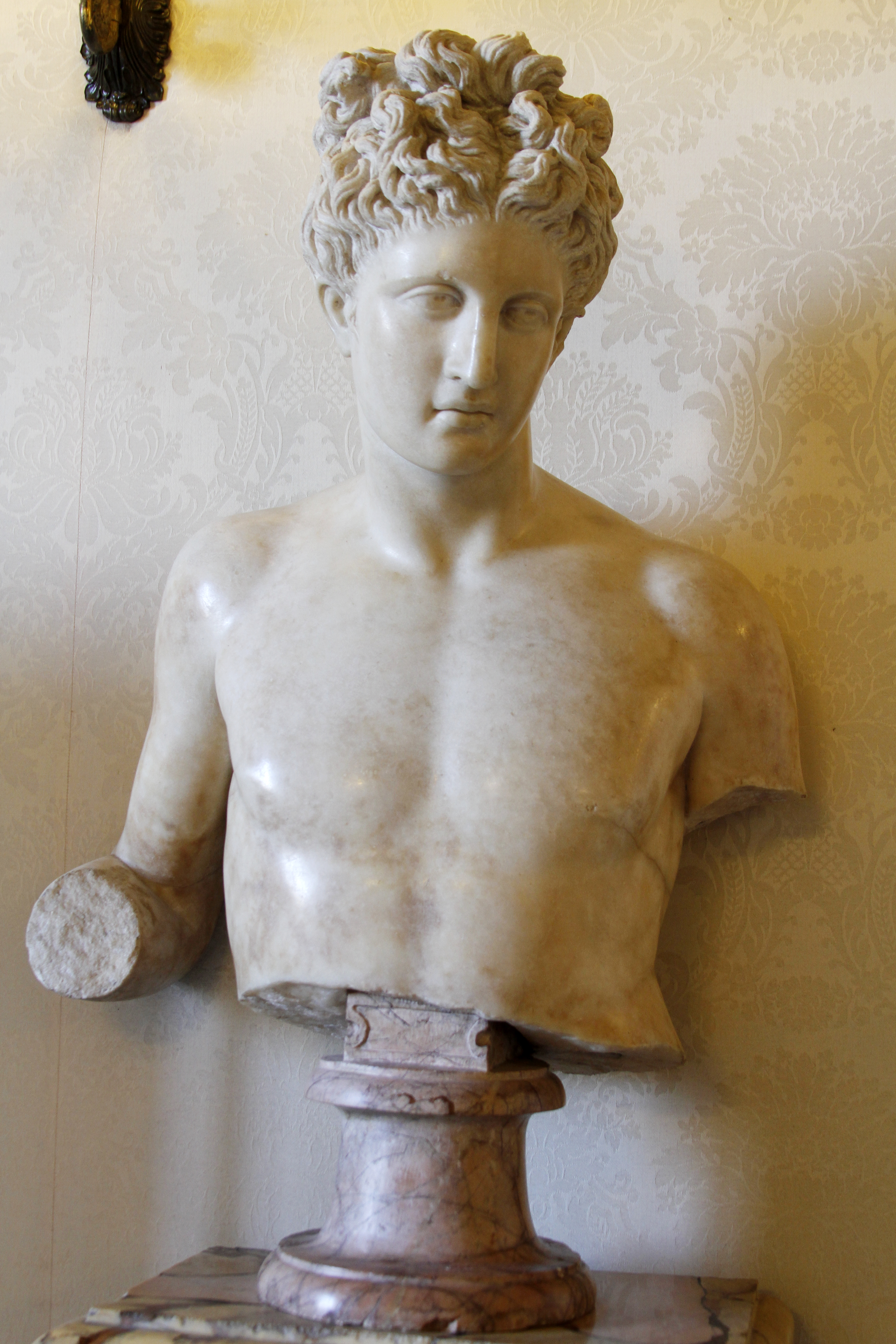
Apol·lo
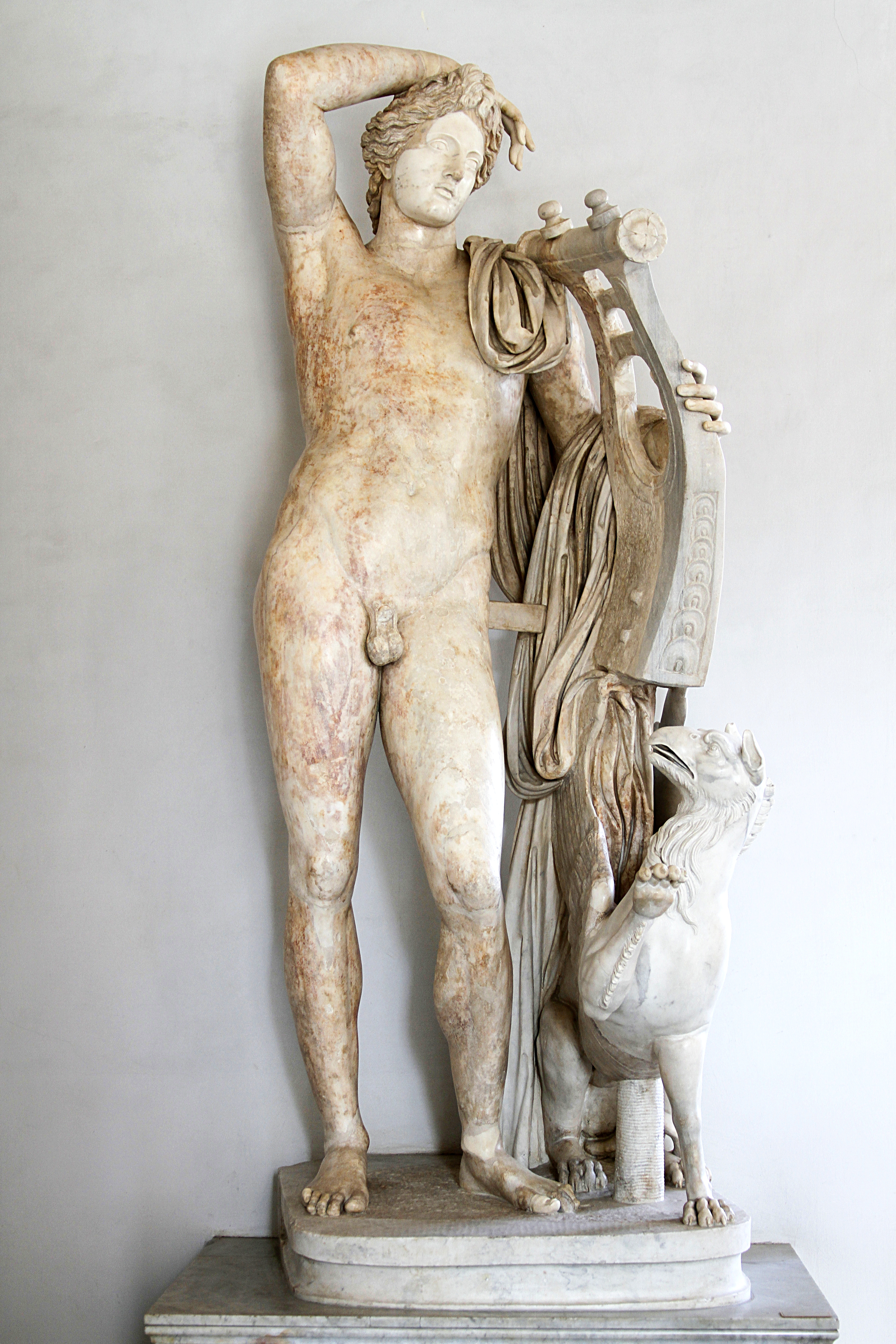
Apol·lo Citarede amb el Griu
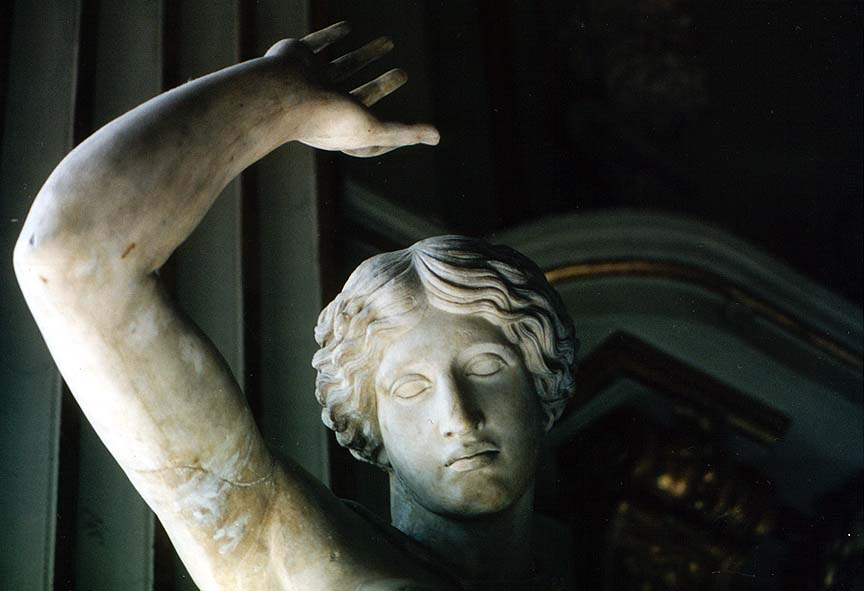
Amazona ferida (detall)
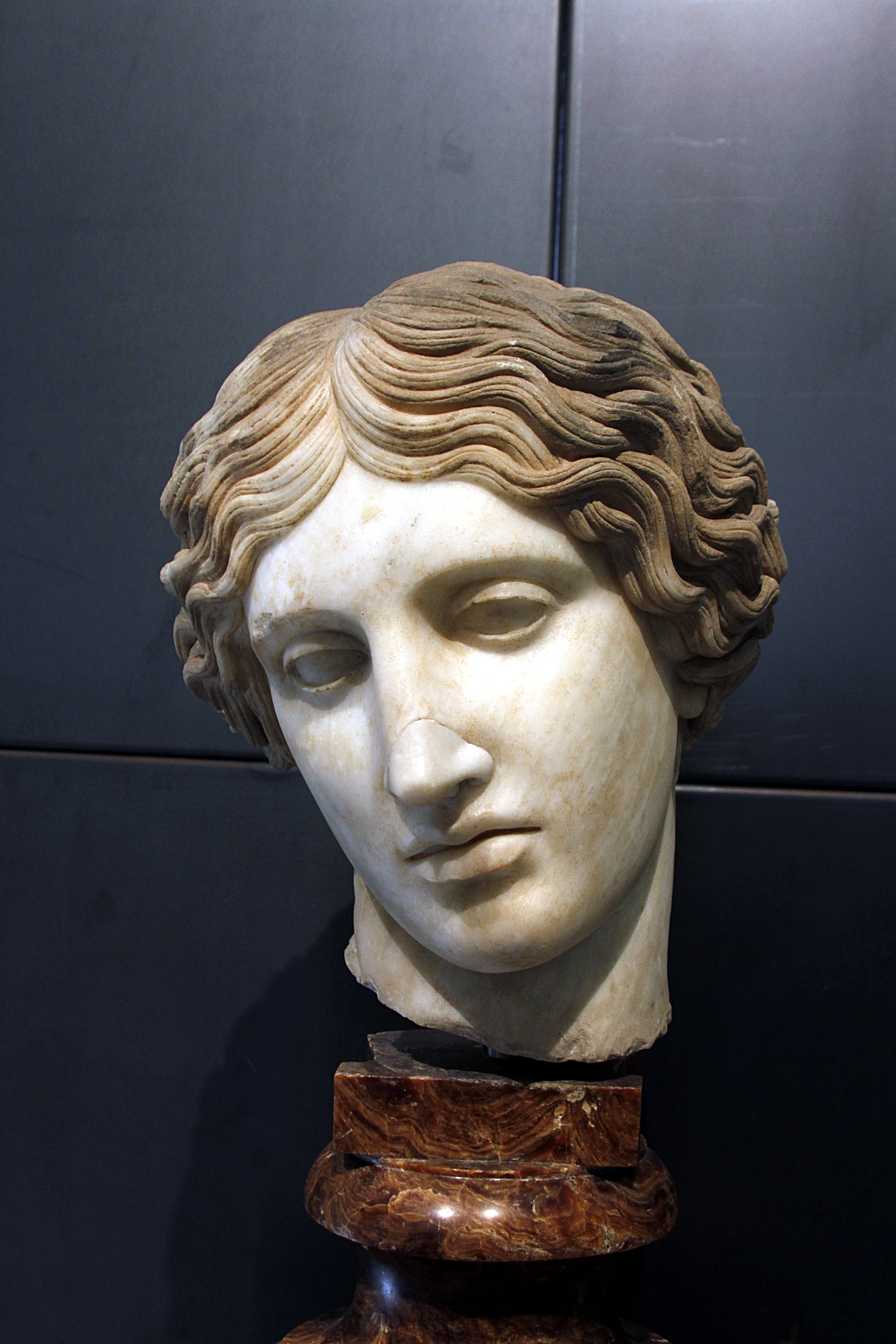
Cap d'amazona
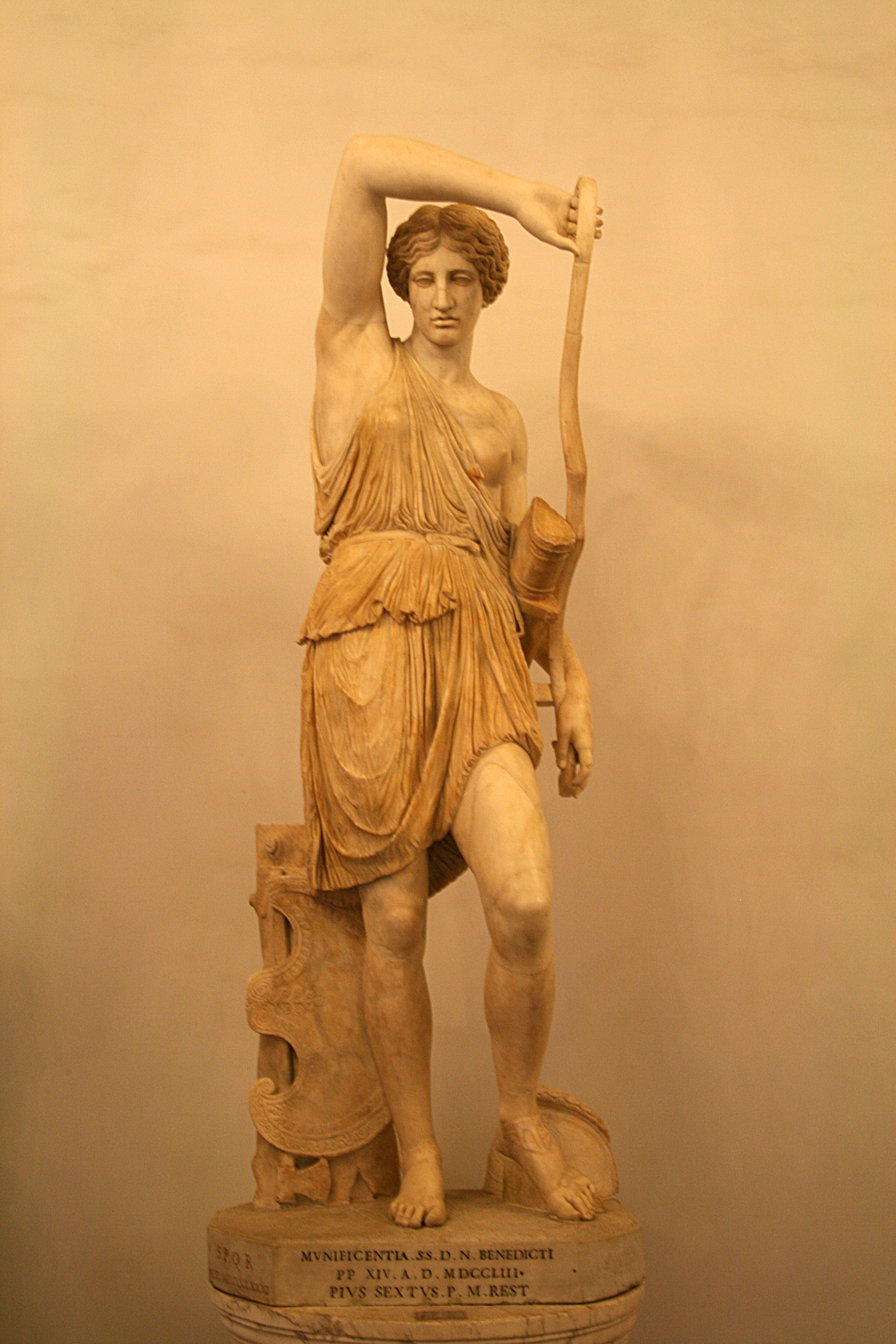
Amazona ferida
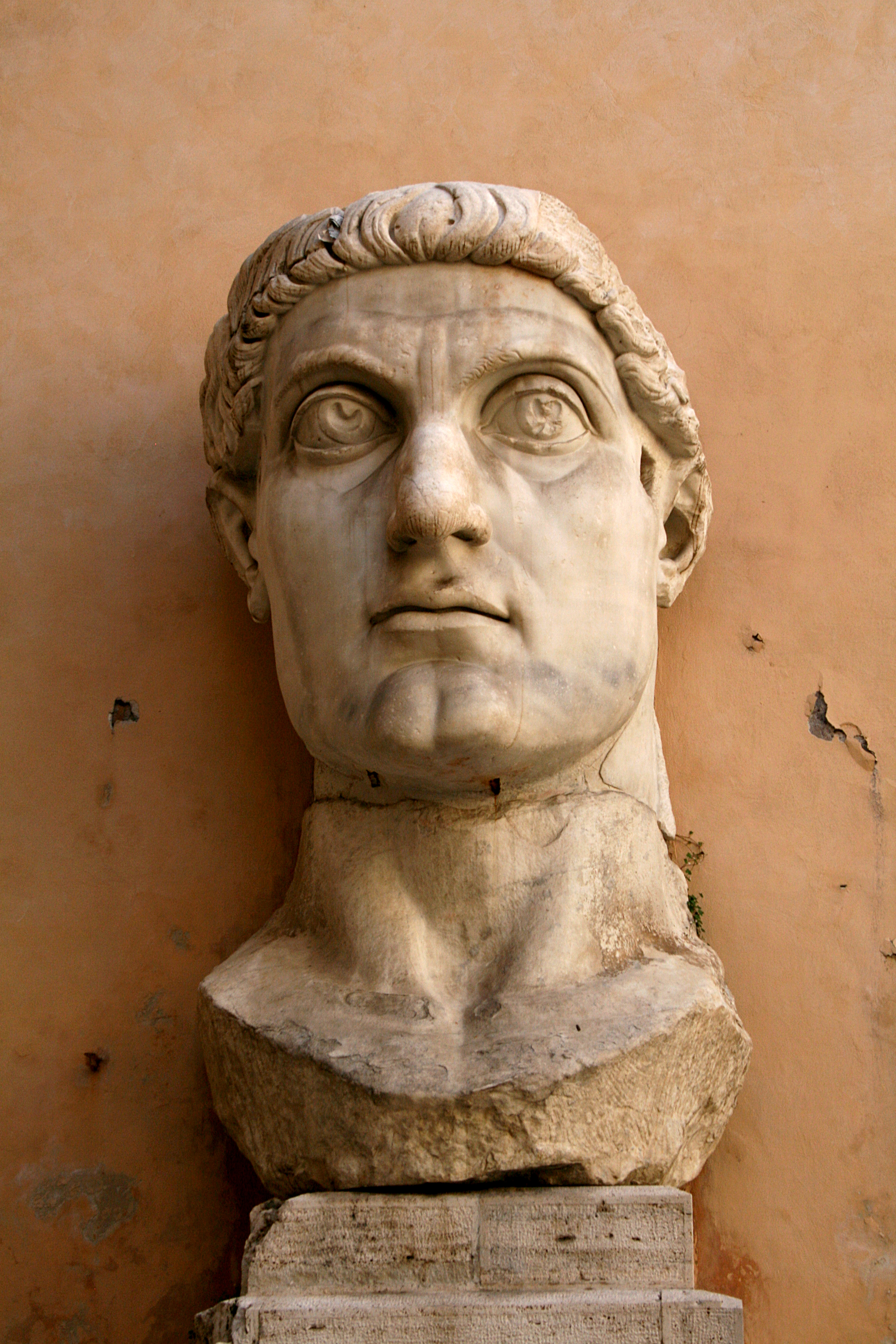
Constantí I
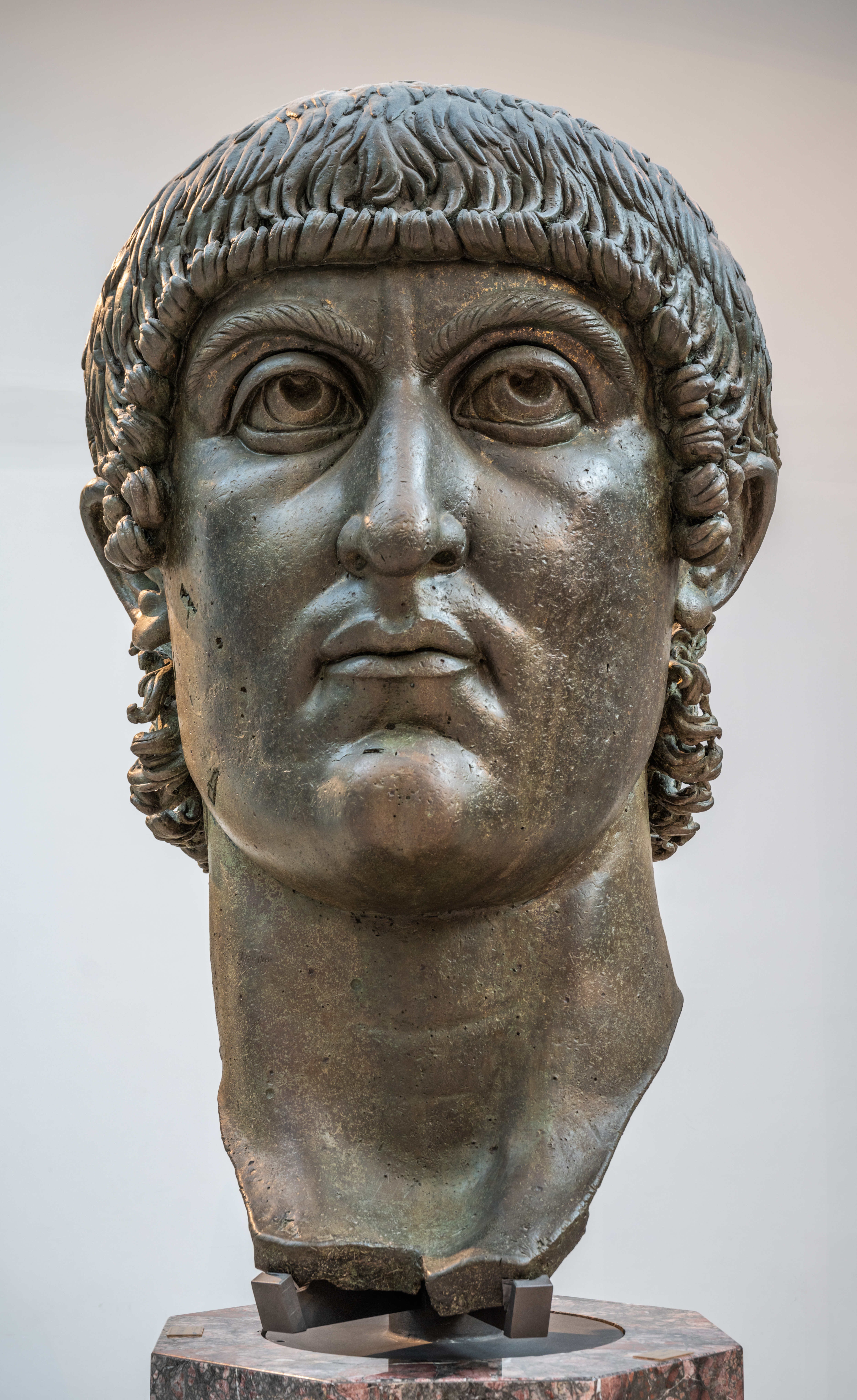
Constantí I
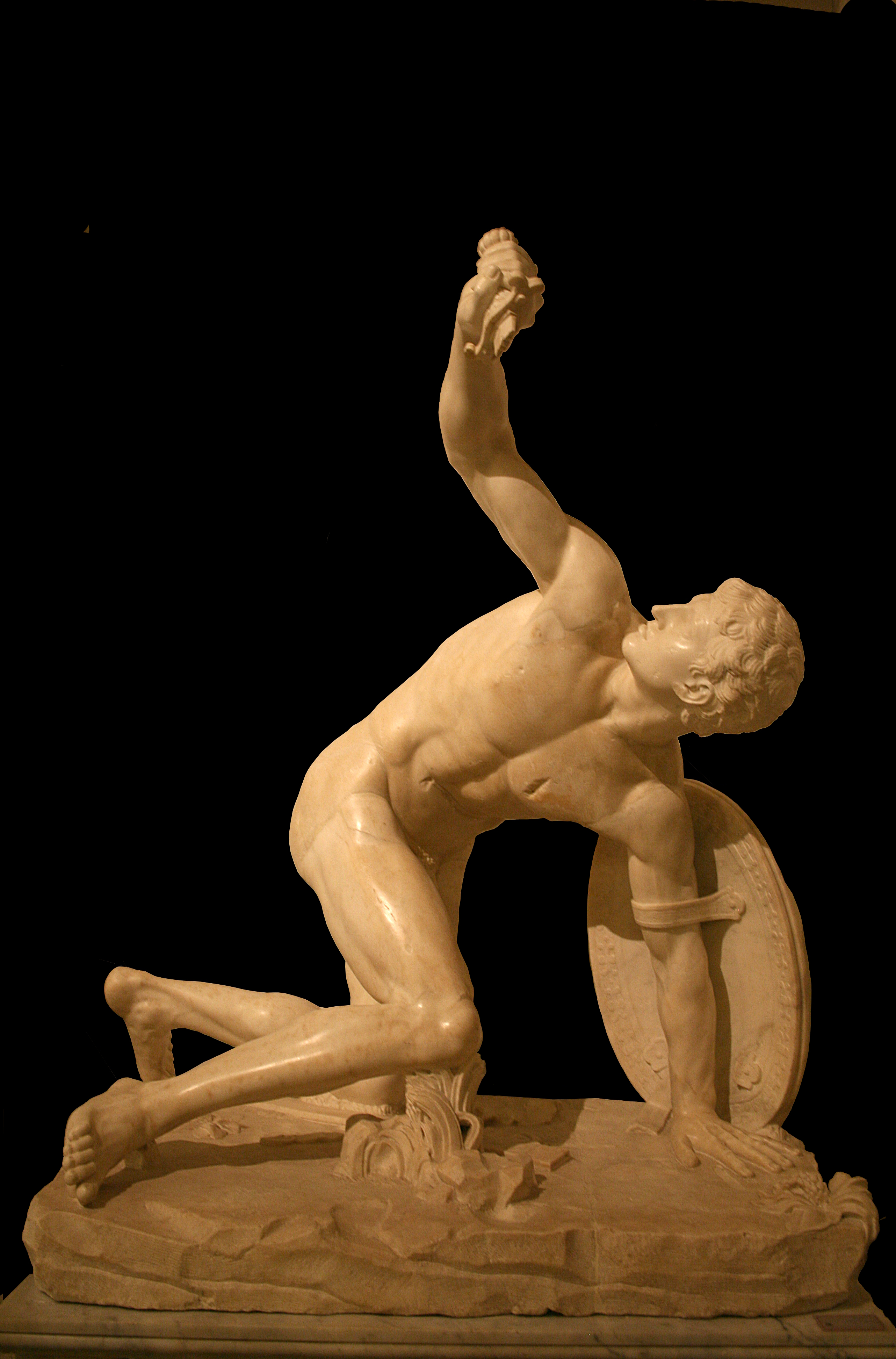
Discòbol
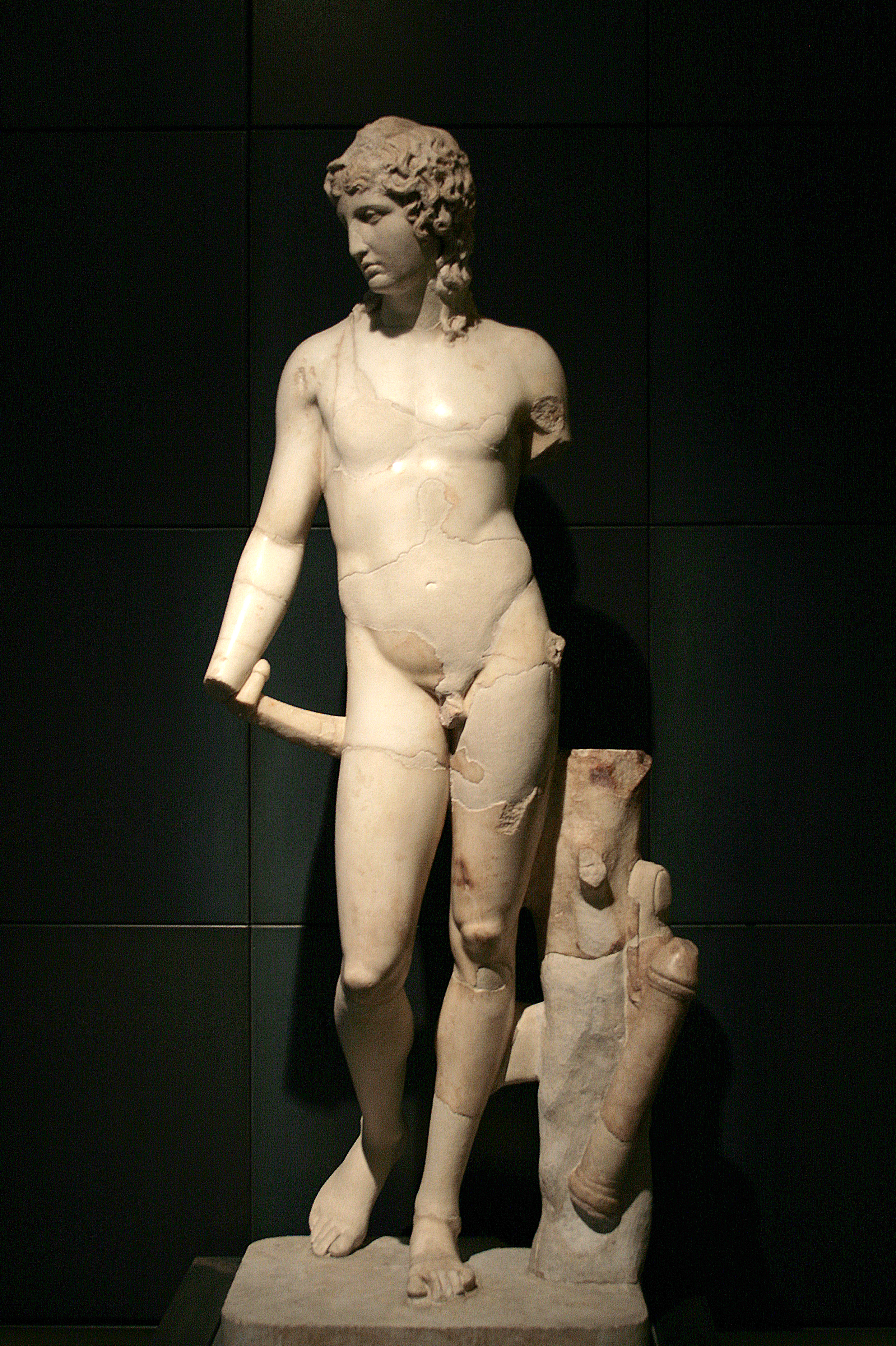
Eros
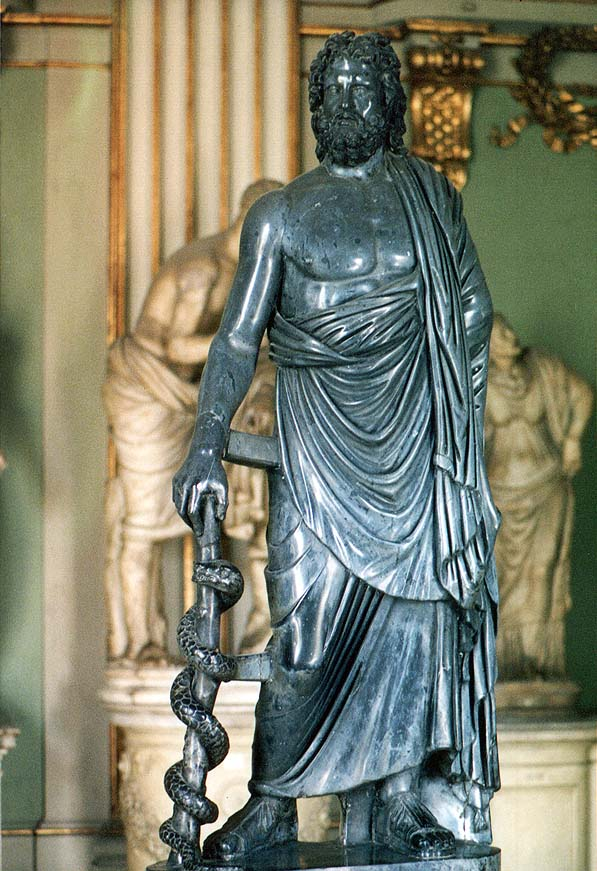
Esculapi
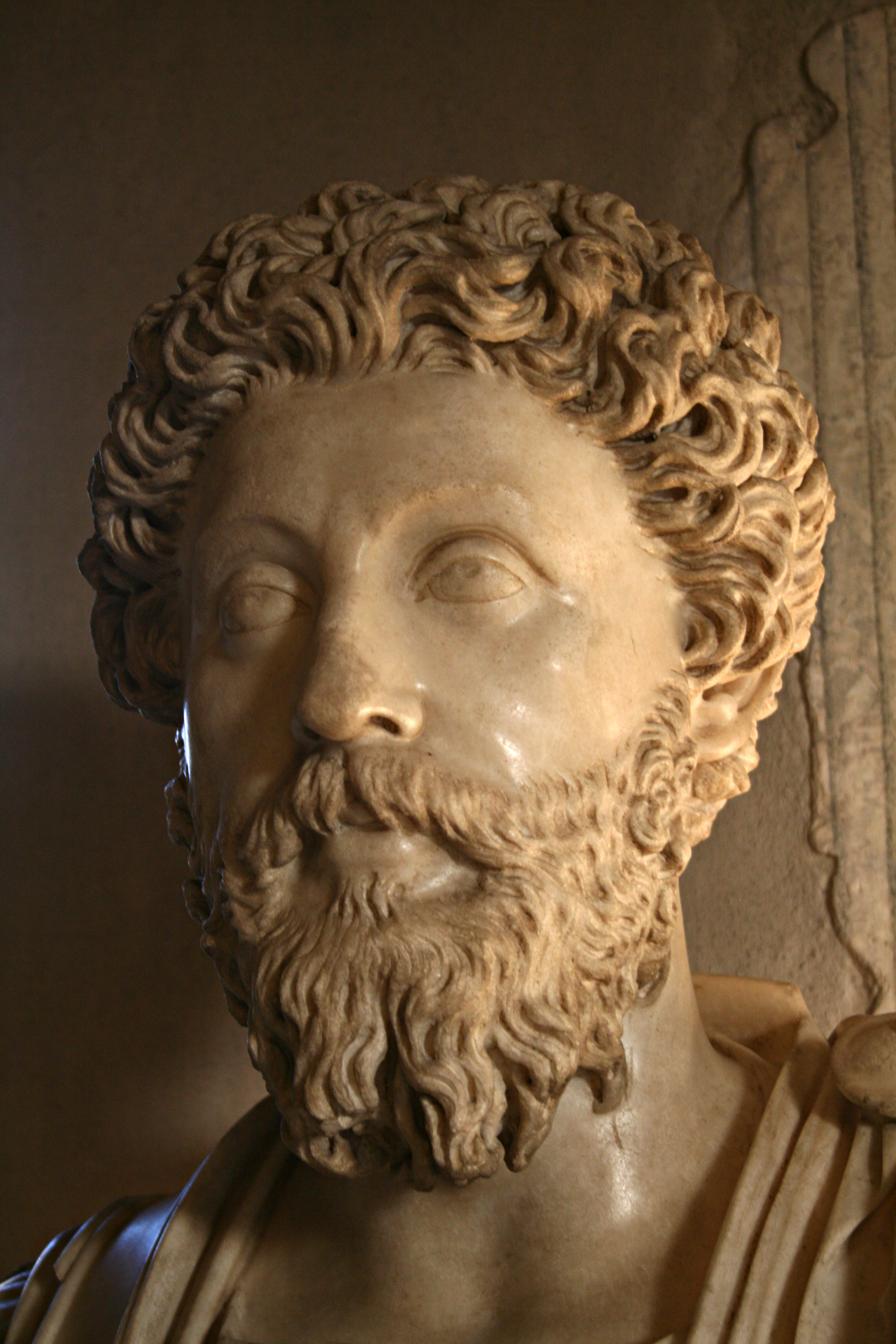
Marc Aureli
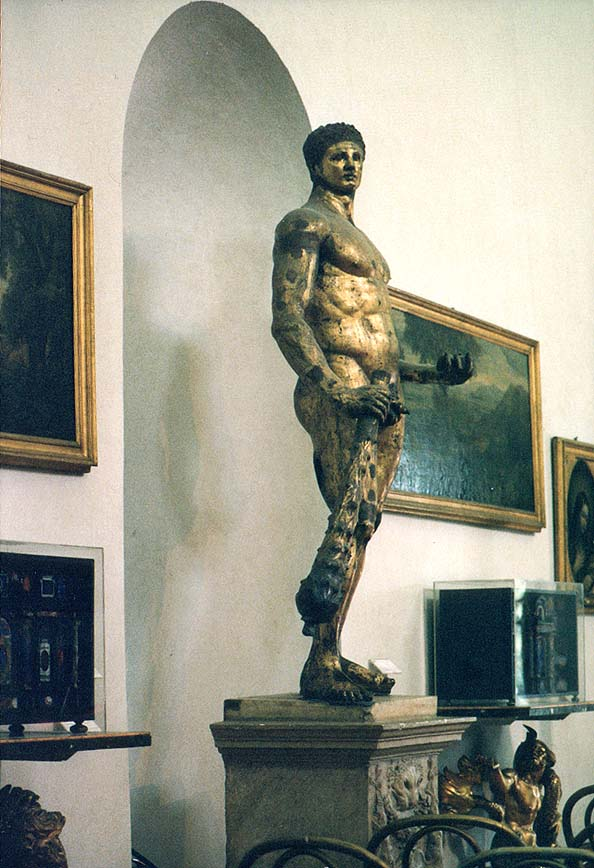
Estàtua de bronze d'Hèrcules
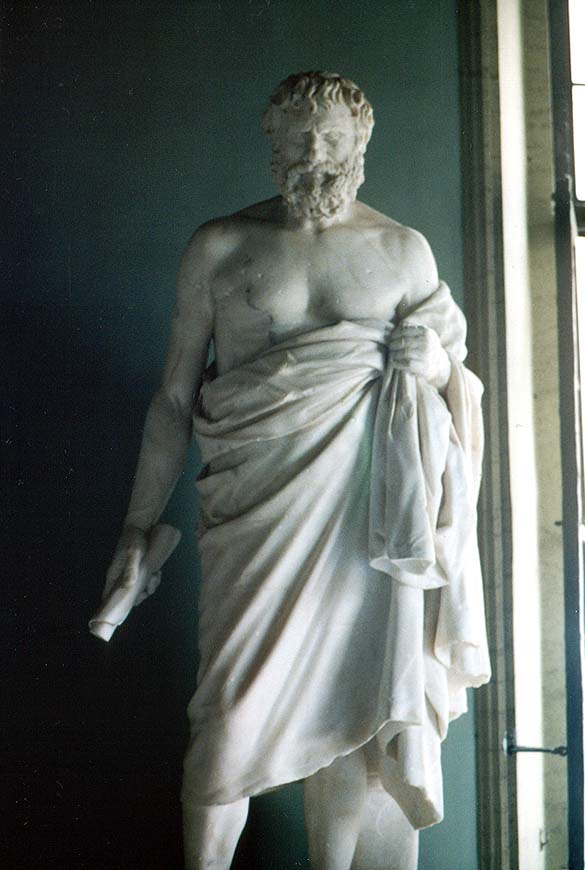
Filòsof cínic
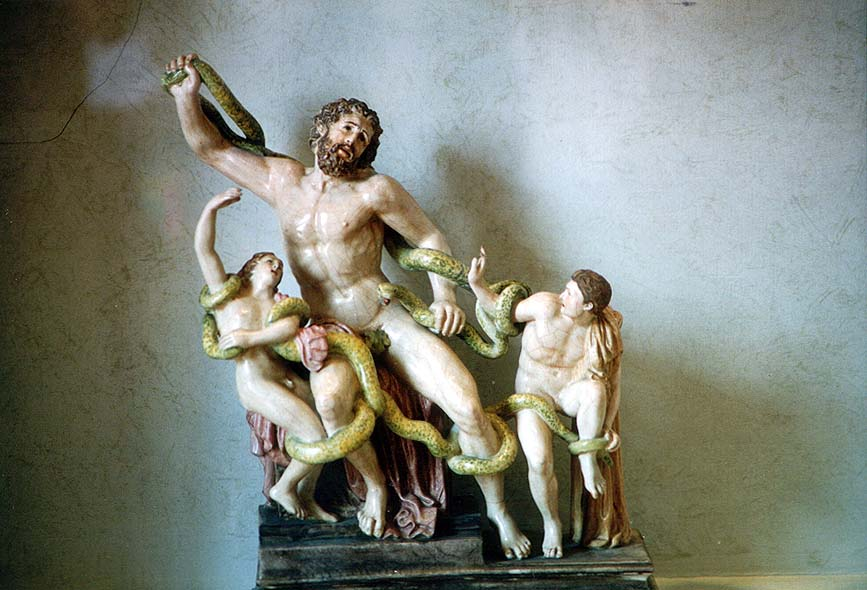
Laocoont (còpia en porcellana)
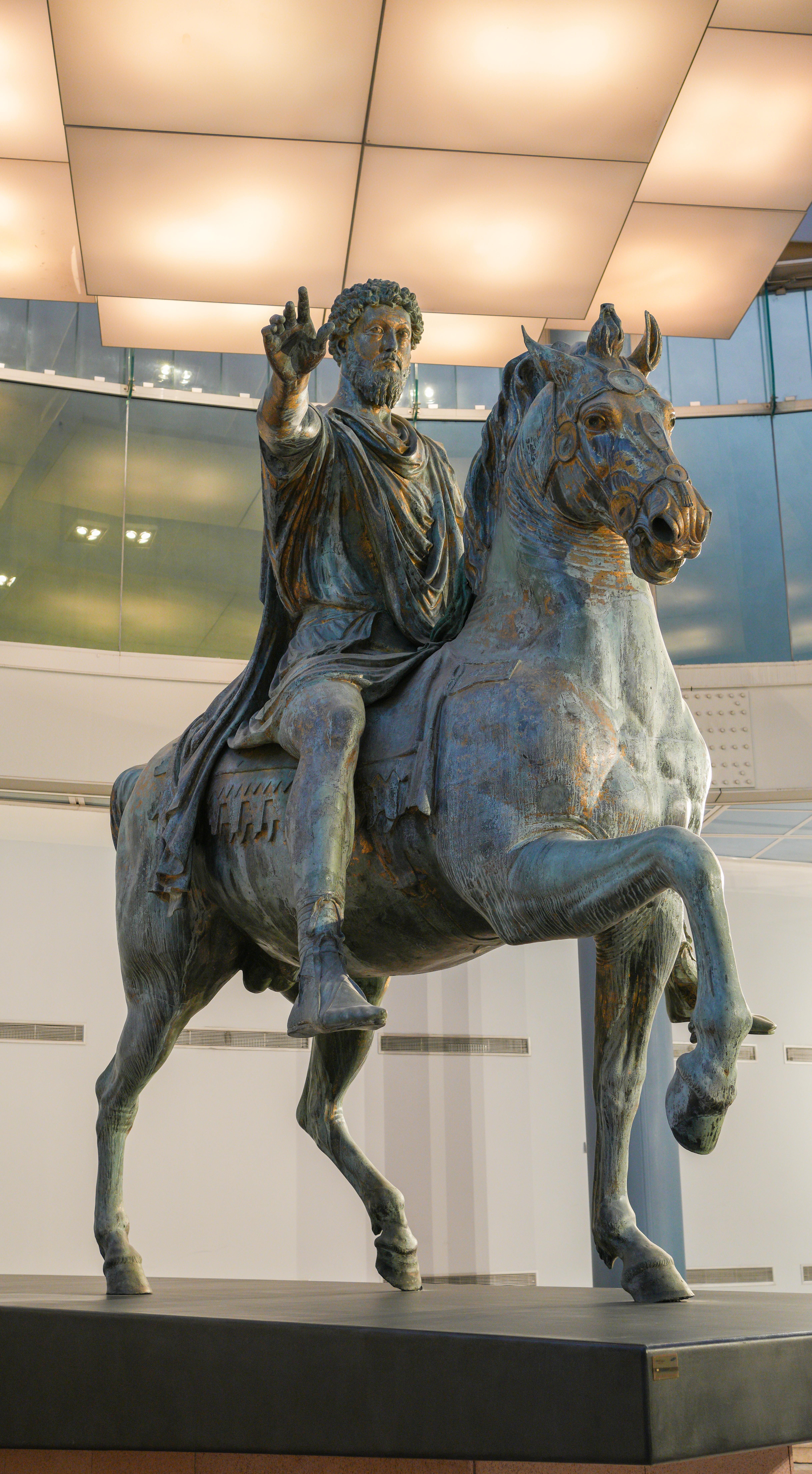
Estàtua eqüestre de Marc Aureli
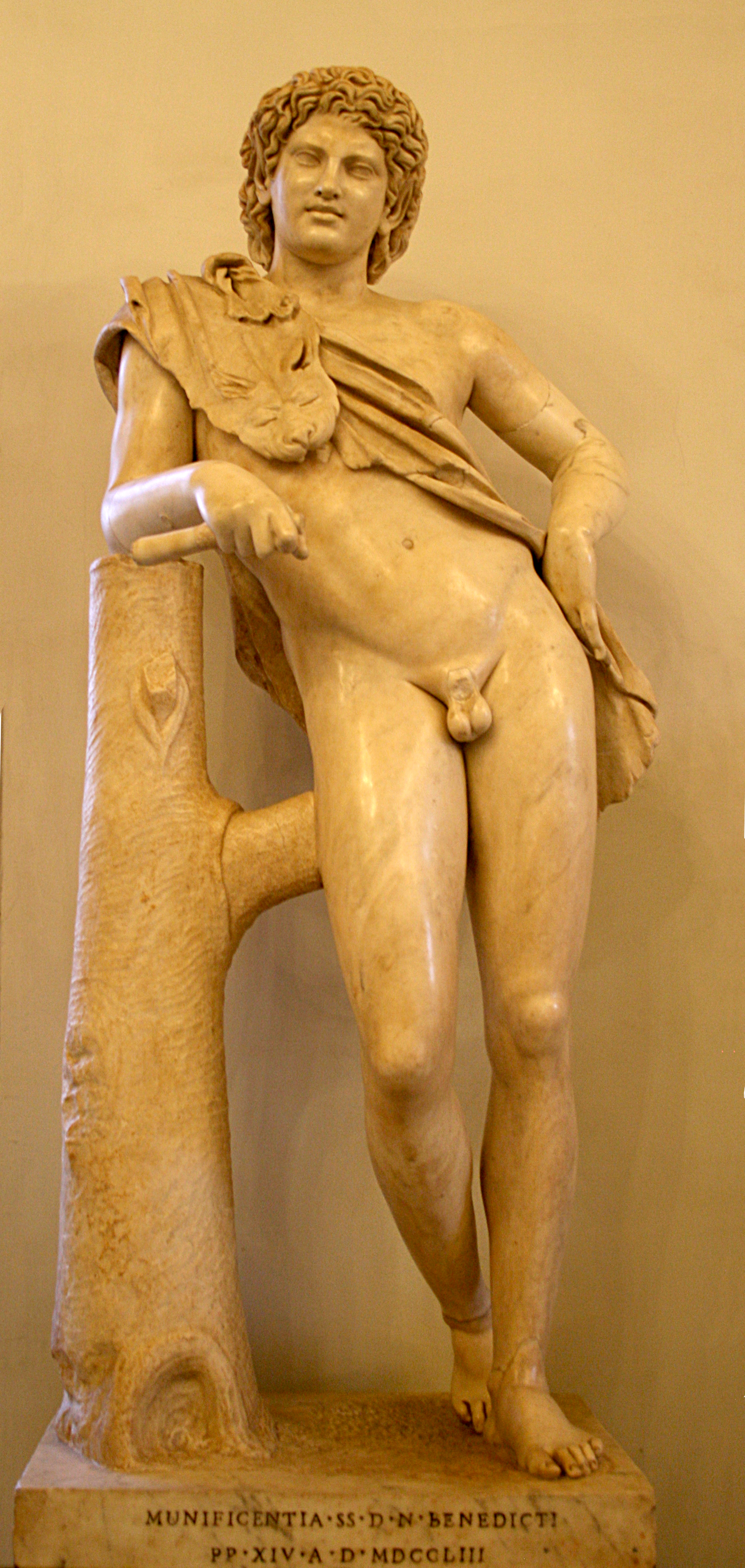
Sàtir en repòs
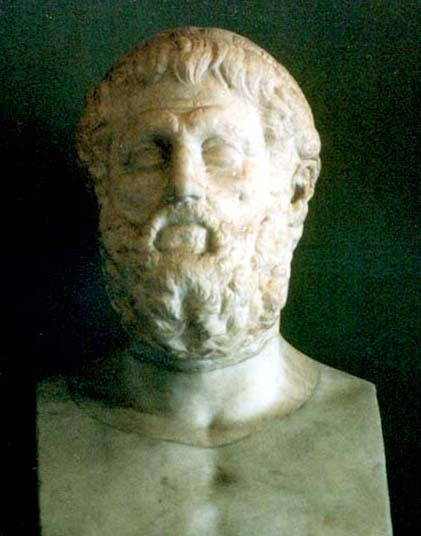
Sòfocles
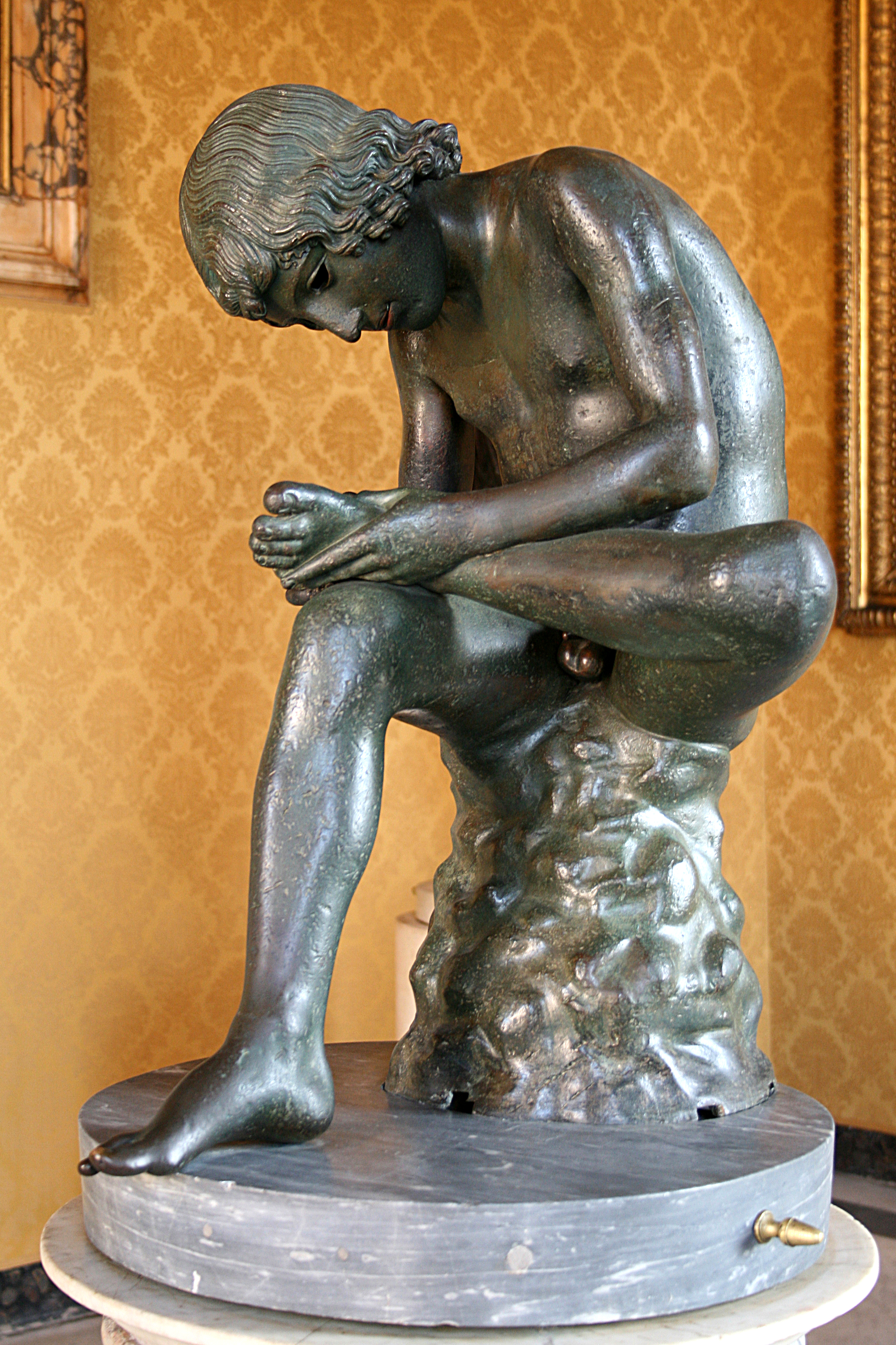
El noi de l'espina
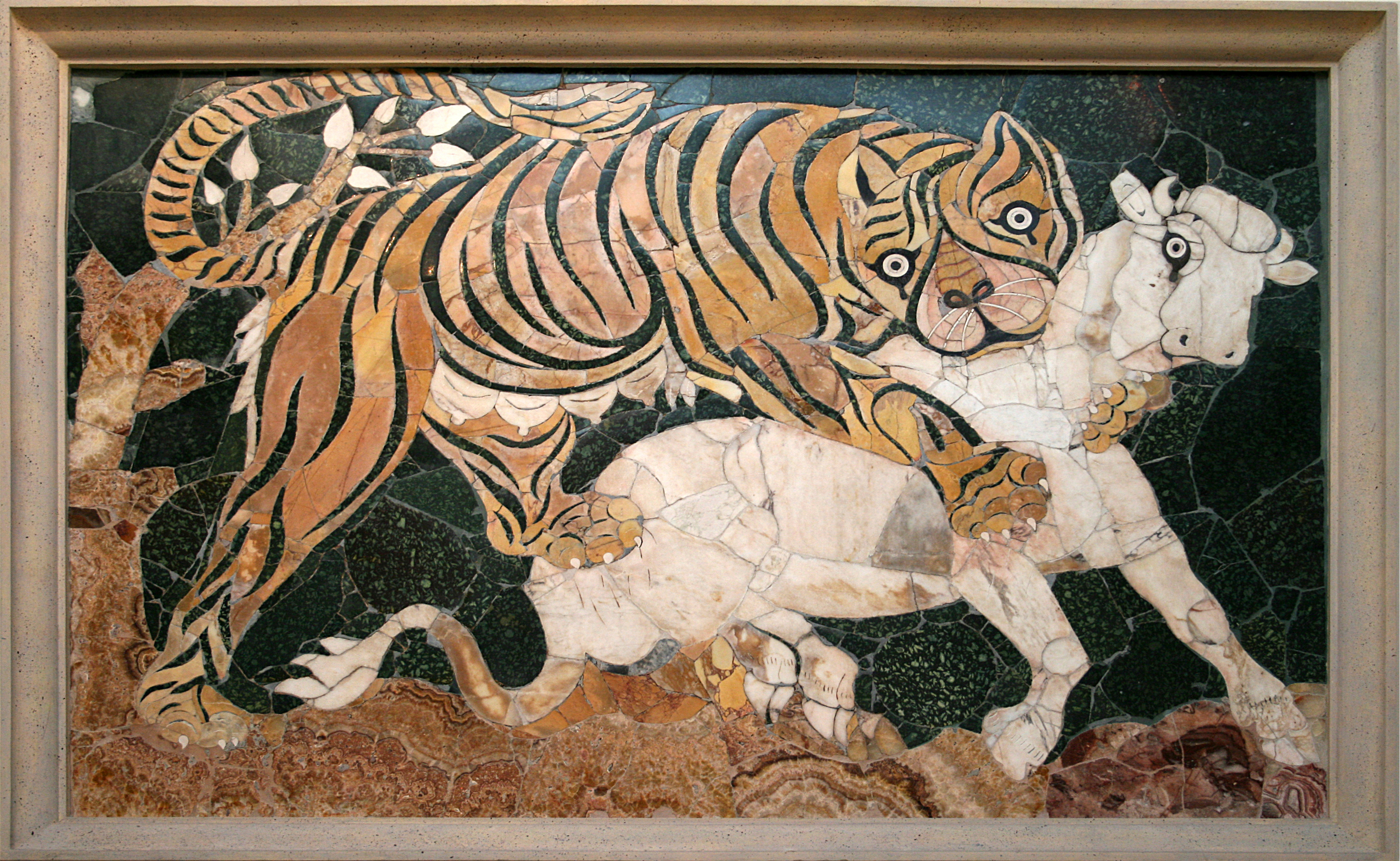
Tigre atacant un vedell
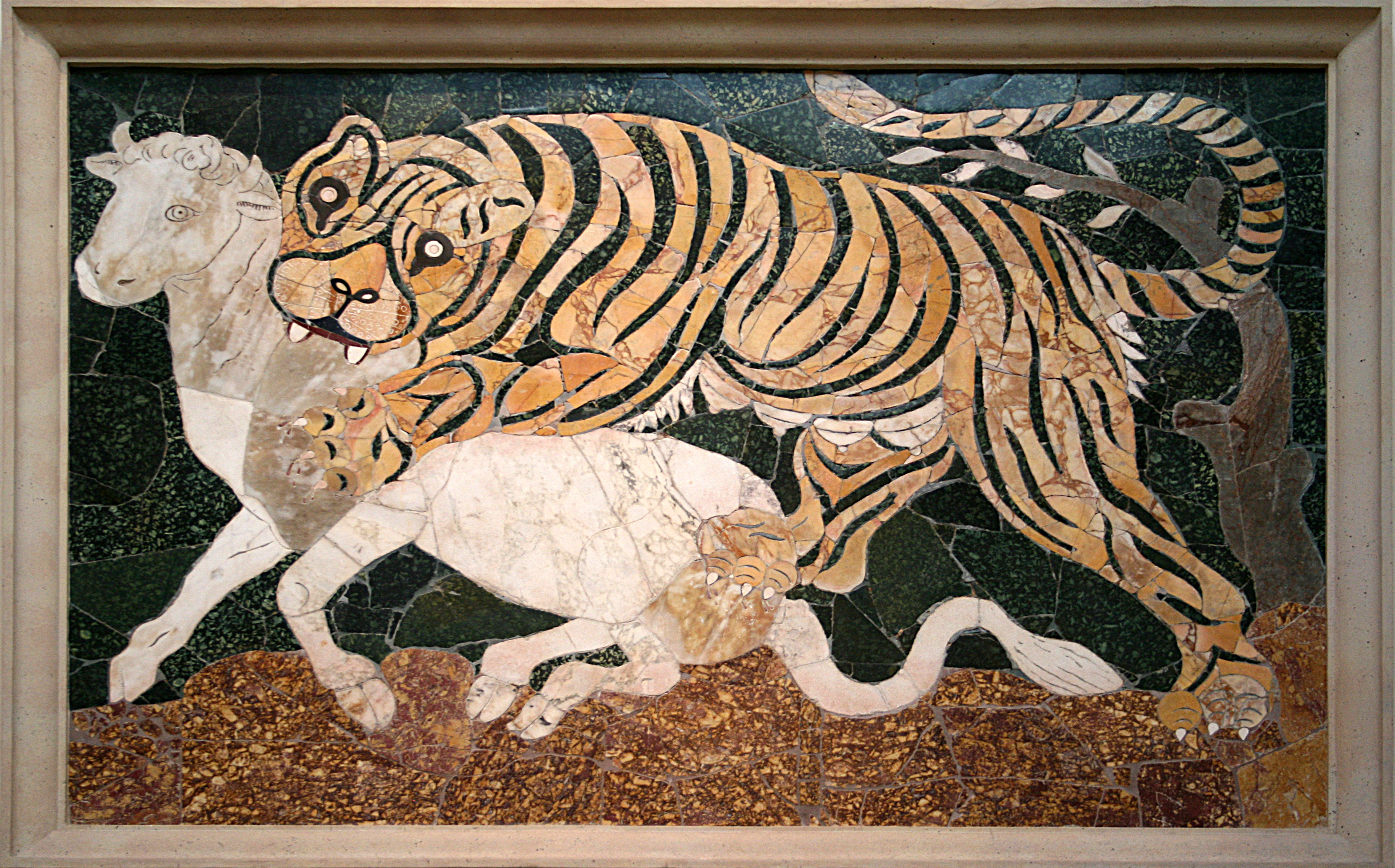
Tigre atacant un vedell
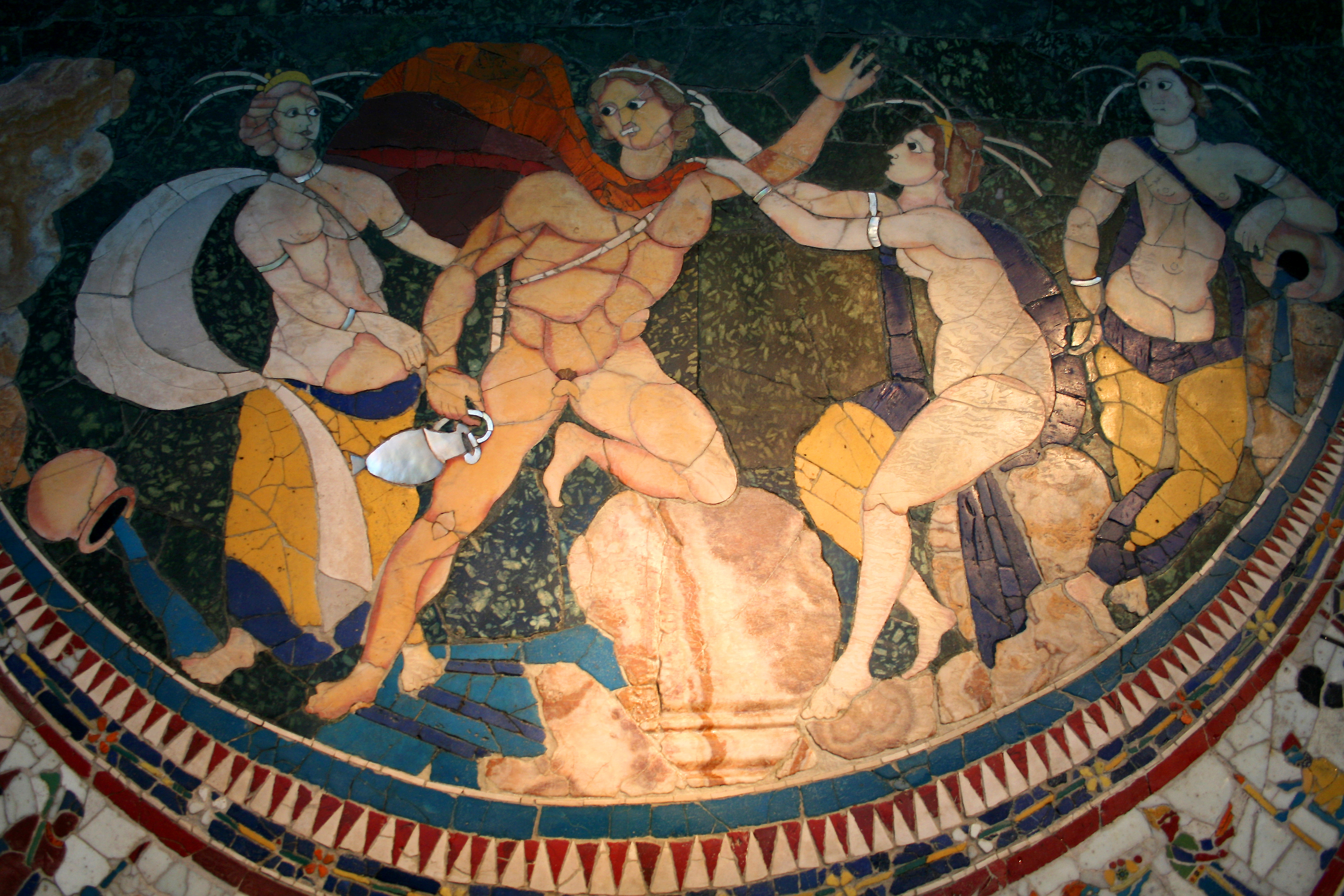
El rapte d'Hilas per part de les nimfes
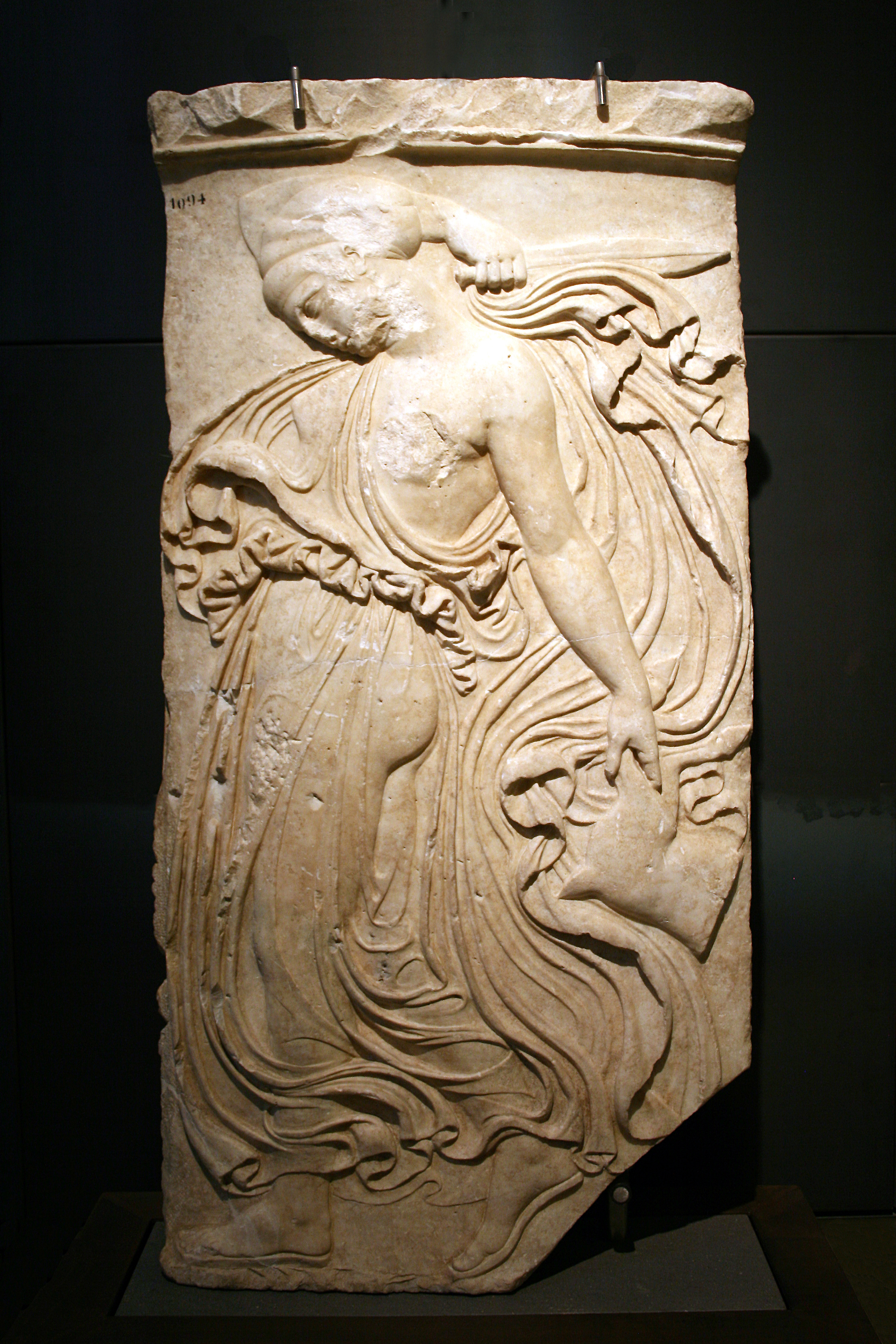
Mènade dansaire
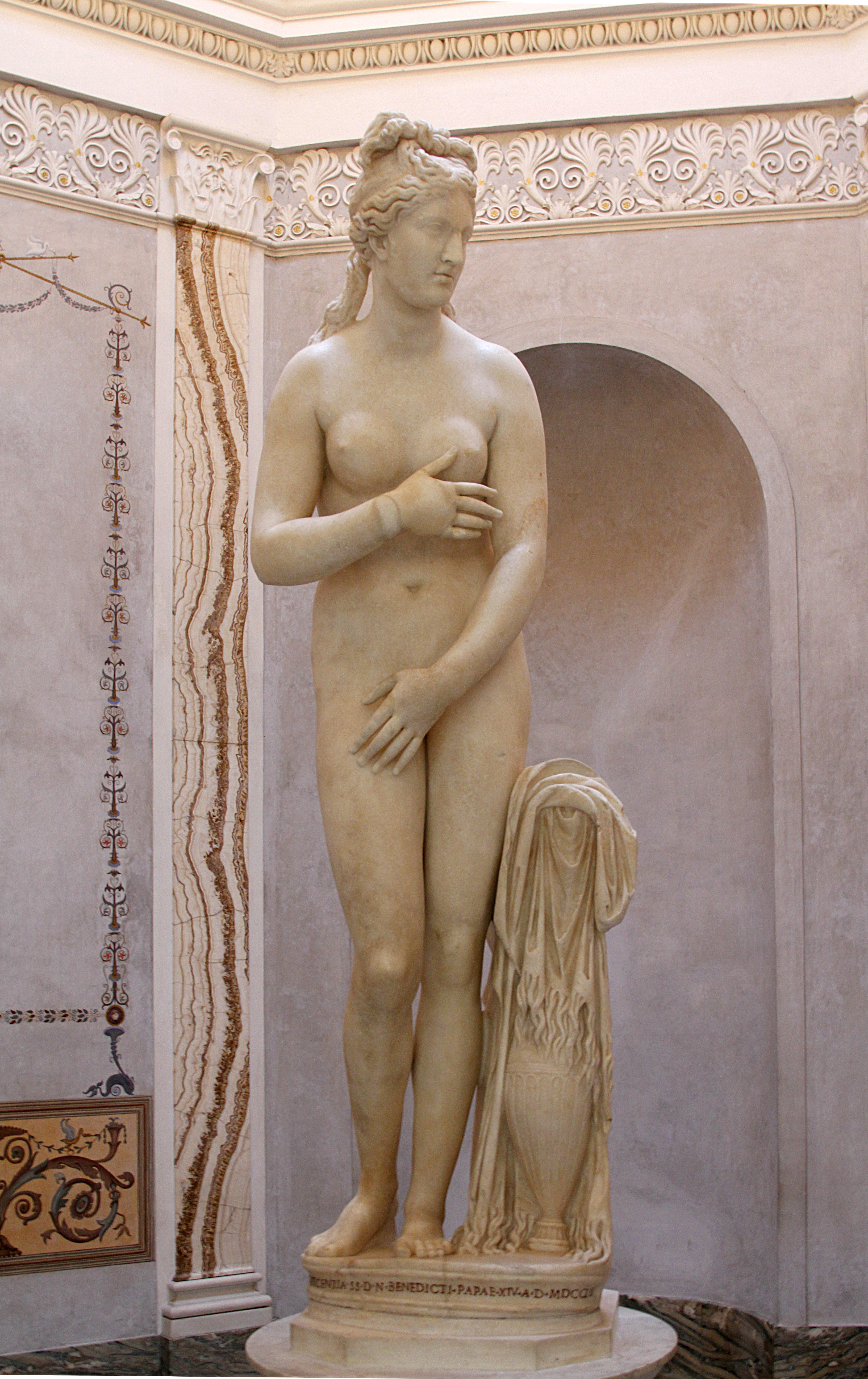
Venus Capitolina